# Вернер Гейзенберг
Ве́рнер Карл Ге́йзенберг також Гайзенберґ (нім. Werner Karl Heisenberg; 5 грудня 1901, Вюрцбург — 1 лютого 1976, Мюнхен) — німецький фізик-теоретик, один із творців квантової механіки, лауреат Нобелівської премії з фізики (1932), член кількох академій і наукових товариств світу.
Гейзенберг є автором низки фундаментальних результатів у квантовій теорії: він заклав основи матричної механіки, сформулював принцип невизначеності, застосував формалізм квантової механіки до проблем феромагнетизму, аномального ефекту Зеемана тощо. Брав активну участь у розвитку квантової електродинаміки (теорія Гейзенберга — Паулі) та квантової теорії поля (теорія S-матриці), в останні десятиріччя життя робив спроби створення єдиної теорії поля. Гейзенбергу належить одна з перших квантовомеханічних теорій ядерних сил; під час Другої світової війни він був провідним теоретиком німецького ядерного проєкту. Низку праць присвячено фізиці космічних променів, теорії турбулентності, філософським проблемам природознавства. Відіграв велику роль в організації наукових досліджень у повоєнній Німеччині.
На честь науковця названо стипендія від Німецького дослідницького фонду (DFG).

## Біографія

### Юні роки (1901—1920)
Вернер Гейзенберг народився у Вюрцбурзі в сім'ї Августа Гейзенберга, професора середньовічної та сучасної грецької філології, й Анні Векляйн (Annie Wecklein), дочки директора мюнхенської гімназії Максиміліана (Maximilian Gymnasium). Він був другою дитиною в родині, його старший брат Ервін (1900—1965) згодом став науковцем-хіміком. 1910 року родина перебралася до Мюнхена, де Вернер навчався у школі, досягнувши успіхів у математиці, фізиці та граматиці. Його навчання перервалося навесні 1918 року, коли його та інших 16-річних підлітків надіслали на ферму для виконання допоміжних робіт. У цей час він серйозно захопився філософією, читав Платона та Канта. Після закінчення Першої світової війни країна та місто опинилися в невизначеній ситуації, влада переходила від однієї політичної групи до іншої. Навесні 1919 року Гейзенберг деякий час служив вістовим, допомагаючи військам нового баварського уряду, які ввійшли до міста. Потім він брав участь у молодіжному русі, учасники якого були незадоволені існуючим станом справ, старими традиціями та забобонами. Ось як згадував сам Гейзенберг про одні збори таких молодих людей:
| Говорилося багато промов, пафос яких здався б нам сьогодні чужим. Що нам важливіше, доля нашого народу чи всього людства; чи безглуздою поразкою є жертовна смерть полеглих; чи має молодь сама будувати своє життя відповідно до власних уявлень про цінності; що вагоміше: вірність собі чи старі форми, що століттями впорядковували життя людей, — про все це говорили та сперечалися з пристрастю. Я дуже вагався з усіх питань, щоб взяти участь у цих дебатах, але прислухався до них знову і знову… — В. Гейзенберг. Фізика і філософія. частина і ціле. — М. : Наука, 1989. — С. 145. |

Проте головний інтерес для нього в цей час становила не політика, філософія чи музика (Гейзенберг був обдарованим піаністом і, за спогадами Фелікса Блоха, міг годинами вправлятися в грі на інструменті), а математика та фізика. Він вивчав їх переважно самостійно, і його знання, які виходили далеко за межі шкільного курсу, були особливо відзначені за результатами заключних іспитів у гімназії. Під час тривалої хвороби він прочитав книгу Германа Вейля «Простір, час і матерія», був вражений міццю математичних методів та їхнім застосуванням і вирішив вивчати математику в Мюнхенському університеті, куди вступив влітку 1920 року. Проте професор математики Фердинанд фон Ліндеман відмовився зробити новачка учасником свого семінару, і за порадою батька Гейзенберг звернувся до відомого фізика-теоретика Арнольда Зоммерфельда. Той одразу погодився прийняти Вернера в свою групу, де вже працював молодий Вольфганг Паулі, який незабаром став близьким другом Гейзенберга.

### Мюнхен— Геттінген— Копенгаген (1920—1927)

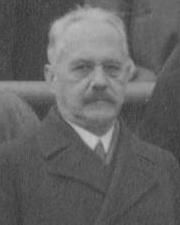
Арнольд Зоммерфельд (1930)

Під керівництвом Зоммерфельда Гейзенберг розпочав роботу в руслі так званої «старої квантової теорії». Взимку 1922—1923 року Зоммерфельд перебував в університеті Вісконсина (США), рекомендувавши своєму учневі попрацювати в Геттінгені під керівництвом Макса Борна. Так почалося плідне співробітництво двох науковців. Гейзенберг вже відвідував Геттінген у червні 1922 року під час так званого «Борівського фестивалю», серії лекцій про нову атомну фізику, прочитаних Нільсом Бором. Молодому фізику навіть вдалося познайомитися зі знаменитим данцем і поговорити з ним під час однієї з прогулянок. Як згодом згадував сам Гейзенберг, ця розмова справила великий вплив на формування його поглядів і підходу до розв'язання наукових проблем. Він так визначив роль різних впливів у його житті: «У Зоммерфельда я навчився оптимізму, у геттінгенців — математики, а у Бора — фізики».
Гейзенберг повернувся до Мюнхена на літній семестр 1923 року. До того часу він підготував дисертацію, присвячену деяким фундаментальним проблемам гідродинаміки. Цю тему запропонував Зоммерфельд, який вважав, що класична тематика спростить захист. Однак крім дисертації для здобуття ступеня доктора філософії у фізиці було необхідно скласти усний іспит з трьох предметів. Особливо важким виявилося випробування з експериментальної фізики, якій Гейзенберг не приділяв особливої уваги. Він не зміг відповісти на жодне питання професора Вільгельма Віна (про роздільну здатність інтерферометра Фабрі — Перо, мікроскопа, телескопа та про принцип дії свинцевого акумулятора), але завдяки заступництву Зоммерфельда йому все ж поставили найнижчу оцінку, достатню для присудження ступеня.
Восени 1923 року Гейзенберг повернувся у Геттінген до Борна, який домігся для нього додаткового місця асистента. Борн таким чином описав свого нового співробітника:

Він був схожий на простого сільського хлопця, з коротким, світлим волоссям, ясними живими очима і чарівним виразом обличчя. Він виконував свої обов'язки асистента серйозніше, ніж Паулі, і надавав мені велику допомогу. Його незбагненна швидкість і гострота розуміння завжди дозволяли йому виконувати величезну роботу без особливих зусиль.
— Дж. Мехра. Рождение квантовой механики // УФН. — 1977. — Т. 122, № 4. — С. 723.
У Геттінгені молодий науковець продовжив свою роботу над теорією ефекту Зеемана та іншими квантовими проблемами, а наступного року пройшов процедуру габілітації, отримавши офіційне право читати лекції. Восени 1924 року Гейзенберг вперше приїхав до Копенгагена, щоб попрацювати під керівництвом Нільса Бора. Він також почав тісно співпрацювати з Гендріком Крамерсом, написавши спільну статтю з квантової теорії дисперсії.
Навесні 1925 року Гейзенберг повернувся до Геттінгена й протягом кількох наступних місяців домігся вирішального прогресу в побудові першої логічно узгодженої квантової теорії — матричної механіки. Надалі формалізм теорії був доведений до досконалості за участю Борна і Паскуаля Йордана. Інше формулювання теорії — хвильова механіка — було запропоновано Ервіном Шредінгером і стимулювало як появу численних конкретних застосувань, так і глибоке опрацювання фізичних основ теорії. Одним з підсумків цієї діяльності став принцип невизначеності, сформульований на початку 1927 року.

### Лейпциг— Берлін (1927—1945)

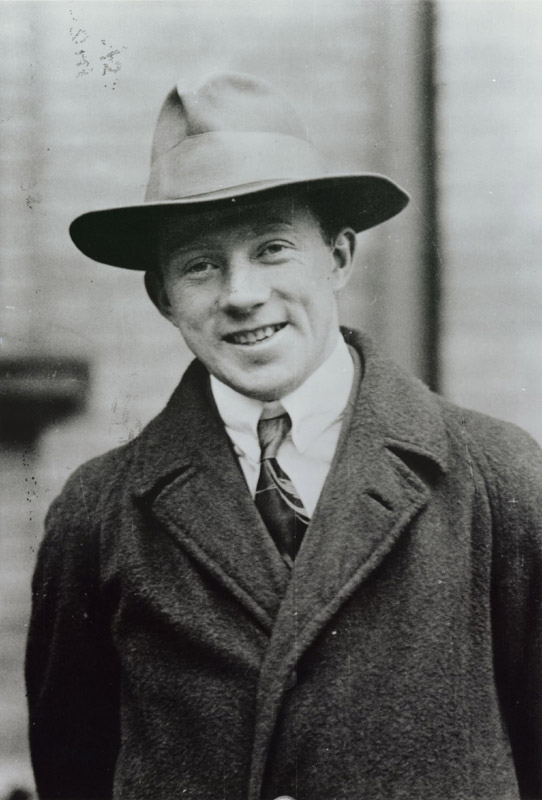
Гейзенберг приблизно в 1927 році

Визнання наукових заслуг Гейзенберга прийшло через запрошення на посаду професора, які надійшли з Лейпцига та Цюриха. Науковець обрав Лейпциг, де директором фізичного інституту при університеті працював Петер Дебай, і в жовтні 1927 року обійняв посаду професора теоретичної фізики. Іншими його колегами були Грегор Венцель та Фрідріх Гунд, а першим асистентом став Ґвідо Бек. Гейзенберг виконував численні обов'язки на факультеті, читав лекції з теоретичної фізики, організував щотижневий семінар з атомної теорії, який супроводжувався не лише інтенсивним обговоренням наукових проблем, але також дружнім чаюванням і часом поступово перетворювався на змагання з настільного тенісу (молодий професор грав дуже добре і з великим азартом). Як зазначають біографи науковця Невілл Мотт та Рудольф Пайєрлс, рання слава практично не вплинула на особисті якості Гейзенберга:
| Ніхто не засудив би його, якби він почав сприймати себе серйозно і став трохи бундючним після того, як він зробив принаймні два вирішальні кроки, що змінили обличчя фізики, і після отримання в настільки юному віці статусу професора, що змушувало і багатьох старших і менш значних людей відчувати себе важливими, але він залишився таким, яким і був, — неофіційним і веселим у спілкуванні, майже хлоп'ячим, і був скромним, майже сором'язливим. Оригінальний текст (англ.) One could not have blamed him if he had started to take himself seriously and had become a little pompous, after having taken at least two decisive steps that changed the face of physics, and after reaching at so young an age the status of professor, which made many older and lesser men feel important, but he remained as he had been-informal and cheerful in manner, almost boyish, and with a modesty that verged on shyness. — Н. Мотт, Р. Пайєрлс. Werner Heisenberg (1901 — 1976) // Biogr. Mems Fell. Roy. Soc.. — 1977. — Т. 23. — С. 225. |

У Лейпцизі з'явилися перші учні Гейзенберга, і скоро там сформувалася велика наукова школа. У різний час співробітниками теоретичної групи були Фелікс Блох, Уго Фано, Еріх Гюккель, Роберт Маллікен, Рудольф Пайєрлс, Георг Плачек, Джон Слетер, Едвард Теллер, Ласло Тісса, Джон Хазбрук ван Флек, Віктор Вайскопф, Карл фон Вайцзеккер, Кларенс Зенер, Ісидор Рабі, Гліб Ватагін, Еріх Багге, Ганс Генріх Ейлер, Зігфрід Флюгге, Теодор Ферстер, Грета Герман, Герман Артур Ян, Фріц Заутер, Іван Супек, Гаральд Вергеланд, Джан-Карло Вік, Вільям Г'юстон та багато інших. Хоча професор зазвичай не придивлявся до математичних подробиць у роботах своїх учнів, проте часто допомагав з'ясувати фізичну сутність досліджуваної проблеми. Перший студент Гейзенберга (а згодом — нобелівський лауреат) Фелікс Блох наступним чином схарактеризував педагогічні та наукові якості свого наставника:

Якщо я повинен вибрати єдину з його великих якостей як вчителя, то це було б його надзвичайно позитивне ставлення до будь-якого прогресу і його заохочення…. Однією з найдивовижніших особливостей Гейзенберга була майже безпомилкова інтуїція, яку він виявляв у своєму підході до фізичної проблеми, і феноменальний спосіб, за допомогою якого розв'язки начебто падали з неба.
Оригінальний текст (англ.)
If I should single out one of his great qualities as a teacher, it would be his immensely positive attitude towards any progress and the encouragement he thereby conferred....one of the most marvelous traits of Heisenberg was the almost infallible intuition that he showed in his approach to a problem of physics and the phenomenal way in which the solutions came to him as if out of the blue sky.
— Ф. Блох. Heisenberg and the early days of quantum mechanics // Physics Today. — 1976. — Т. 29, № 12. — С. 26—27.
1933 року Гейзенбергу було присуджено Нобелівською премією з фізики за попередній рік з формулюванням «за створення квантової механіки, застосування якої, серед іншого, призвели до відкриття алотропних форм водню». Незважаючи на радість, науковець висловив здивування у зв'язку з тим фактом, що його колеги Поль Дірак і Ервін Шредінгер здобули одну премію (за 1933 рік) на двох, а Макс Борн і зовсім був обійдений увагою Нобелівського комітету. У січні 1937 року він познайомився з молодою дівчиною Елізабет Шумахер (Elisabeth Schumacher), дочкою берлінського професора економіки, і в квітні одружився з нею. Наступного року у них народилися близнята Вольфганг і Анна-Марія. Усього в них було семеро дітей, деякі з них також виявили цікавість до науки: Мартін став генетиком, Йохен — фізиком, а Анна-Марія і Верена — фізіологами.
До того часу політична ситуація в Німеччині докорінно змінилася: до влади прийшли націонал-соціалісти на чолі з Гітлером. Гейзенберг, який вирішив залишитися в країні, незабаром був підданий нападу з боку противників так званої «єврейської фізики», до якої вони відносили, серед іншого, квантову механіку та теорію відносності. Все ж, протягом 1930-х — початку 1940-х років науковець плідно працював над проблемами теорії атомного ядра, фізики космічних променів, квантової теорії поля. З 1939 року він брав участь у діяльності німецького ядерного проєкту як один з його лідерів, а 1942 року був призначений професором фізики Берлінського університету і керівником Інституту фізики Товариства кайзера Вільгельма.

### Післявоєнний період (1946—1976)

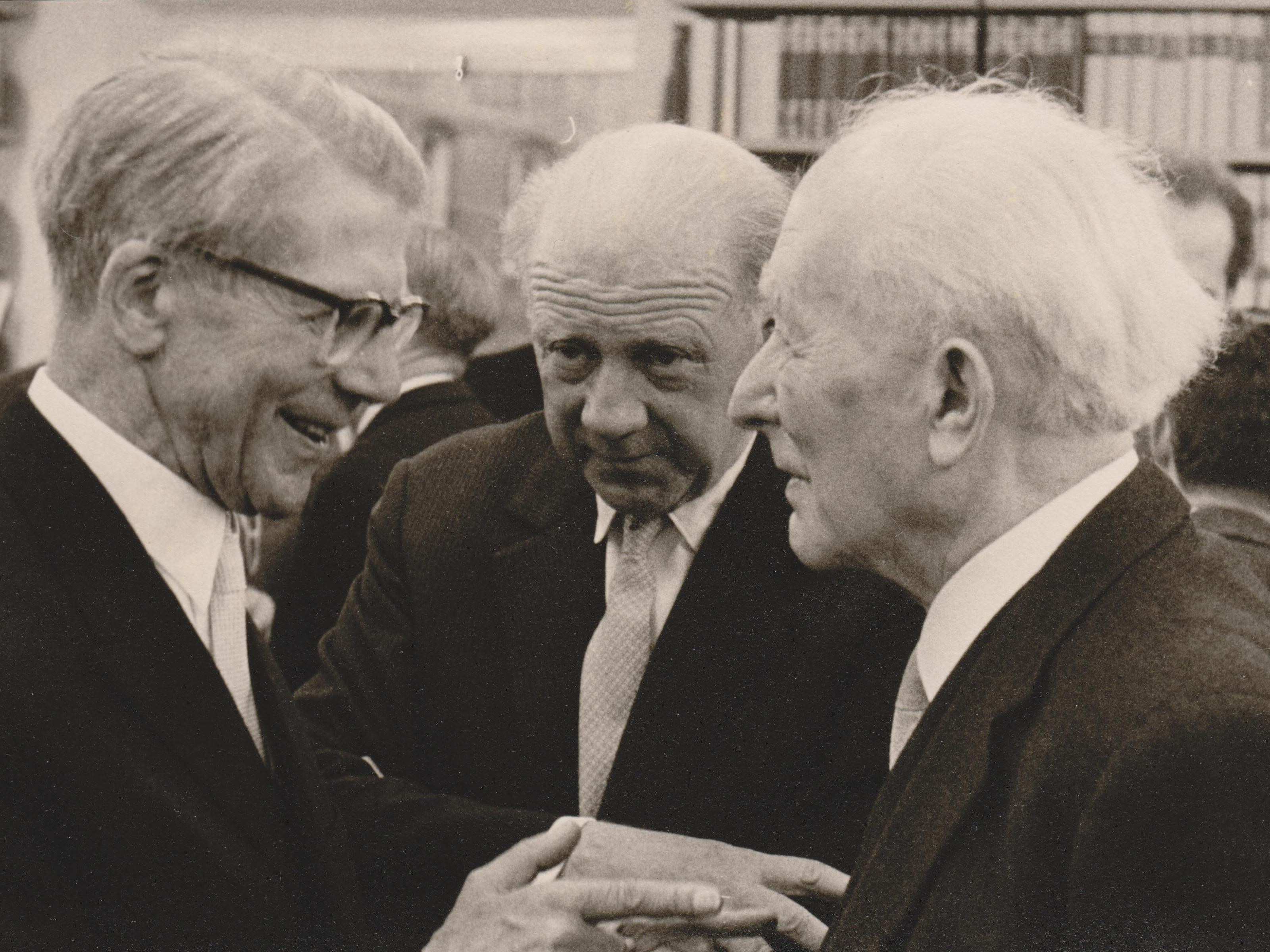
Фрідріх Гунд, Вернер Гейзенберг і Макс Борн (Геттінген, 1966)

На початку 1946 року полковник Блаунт (англ. B. K. Blount), член наукового відділу військового уряду британської окупаційної зони, запросив Вернера Гейзенберга та Отто Гана до Геттінгена, з якого мало початися відродження науки в зруйнованій Німеччині. Науковці багато уваги приділяли організаційній роботі: спочатку в рамках Ради з науки, а згодом — Товариства імені Макса Планка, яке прийшло на зміну Товариству кайзера Вільгельма. 1949 року, після створення ФРН, Гейзенберг став першим президентом Німецького науково-дослідницького товариства, яке мало сприяти науковій роботі в країні. Як голова Комітету з атомної фізики він став одним з ініціаторів початку робіт по ядерним реакторам в Німеччині. У той же час Гейзенберг виступав проти створення країною ядерної зброї, що планувалося урядом Аденауера. 1955 року він відіграв активну роль у появі так званої Декларації Майнау, підписаної шістнадцятьма нобелівськими лауреатами, а через два роки — Геттінгенського маніфесту вісімнадцяти німецьких науковців. 1958 року він підписав звернення до генерального секретаря ООН із закликом заборонити ядерні випробування, ініційоване Лайнусом Полінгом. Віддаленим підсумком цієї діяльності стало приєднання ФРН до Договору про нерозповсюдження ядерної зброї.
Гейзенберг активно підтримував створення ЦЕРНу, брав участь у роботі його комітетів. Зокрема, він був першим головою Комітету з наукової політики та визначав напрямки розвитку ЦЕРНу. Водночас Гейзенберг обіймав посаду директора Фізичного інституту Товариства Макса Планка, який 1958 року перебрався з Геттінгена до Мюнхена та був перейменований на Інститут фізики й астрофізики (Max-Planck-Institut für Physik). Науковець очолював цю установу до виходу у відставку 1970 року. Він використовував свій вплив для відкриття нових інститутів у рамках Товариства — Дослідницького центру в Карлсруе (зараз у складі Університету Карлсруе), Інституту фізики плазми, Інституту позаземної фізики. 1953 року він став першим післявоєнним президентом Фонду Олександра фон Гумбольдта, спрямованого на сприяння іноземним науковцям, які бажають працювати в Німеччині. Обіймаючи цю посаду протягом двох десятків років, Гейзенберг подбав про автономію Фонду та його структуру, вільну від бюрократичних вад державних установ.

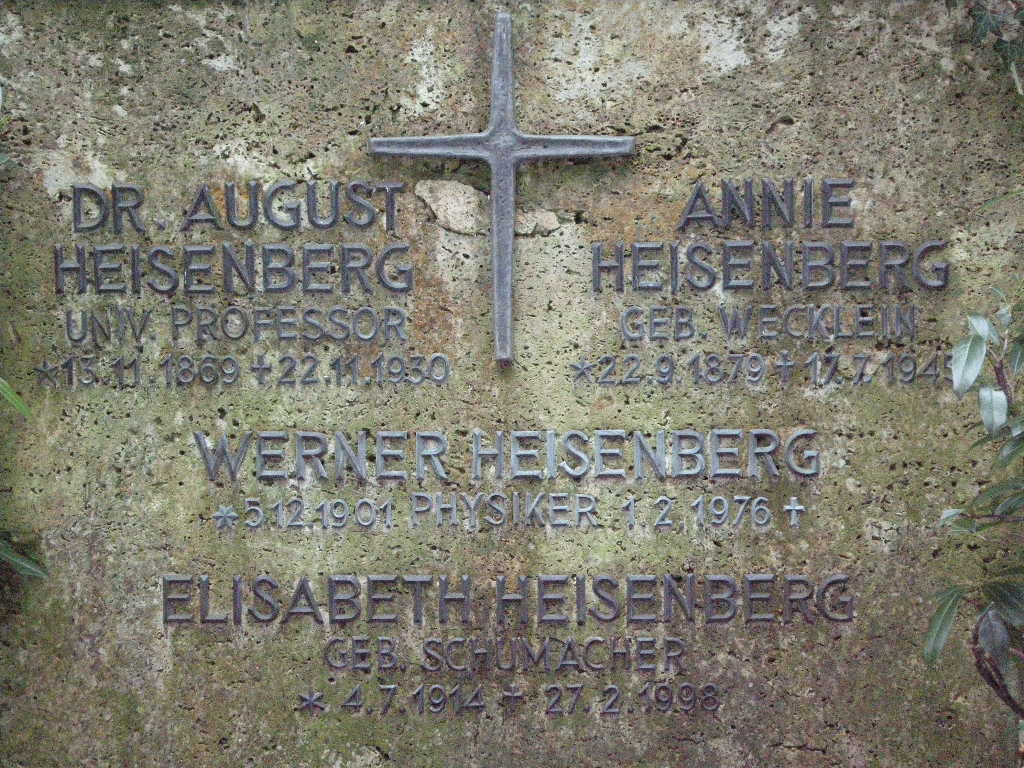
Надгробний пам'ятник на могилі Гейзенберга

Попри численні адміністративні та громадські обов'язки, науковець продовжував наукову роботу, в останні роки основну увагу приділяючи спробам побудови єдиної теорії поля. Серед співробітників його геттінгенської групи в різний час були Карл фон Вайцзеккер, Кадзухіко Нісідзіма, Гаррі Леманн, Герхарт Людерс, Райнхард Еме, Вальтер Тіррінґ, Бруно Зуміно, Ганс-Петер Дюрр та інші. Після виходу у відставку Гейзенберг виступав переважно на теми загальних або філософських питань природознавства. 1975 року його здоров'я погіршилося, і 1 лютого 1976 року науковець помер. Відомий фізик Юджин Пол Вігнер писав з цього приводу:
| Немає такого фізика-теоретика зараз, який зробив більший внесок у нашу науку, ніж він. У той же час він був доброзичливий з усіма, позбавлений зарозумілості та складав приємну компанію. Оригінальний текст (англ.) There is no living theoretical physicist who has contributed more to our subject than he did. At the same time, he was friendly to all, devoid of haughtiness, and pleasant company. — Ю. П. Вігнер. Werner K. Heisenberg (Obituary) // Physics Today. — 1976. — Т. 29, № 4. — С. 86 — 87. |

## Наукова діяльність

### Стара квантова теорія
Початок 1920-х років у атомній фізиці був часом так званої «старої квантової теорії», в основі якої спочатку лежали ідеї Нільса Бора, які отримали розвиток у роботах Зоммерфельда та інших науковців. Одним із основних методів отримання нових результатів був борівський принцип відповідності. Незважаючи на деякі успіхи, багато питань ще не було вирішено належним чином, зокрема задача про кілька взаємодіючих частинок або проблема просторового квантування. Крім того, сама теорія була непослідовною: класичні закони Ньютона можна було застосовувати лише до стаціонарних орбіт електрона, тоді як перехід з однієї орбіти на іншу не можна було описати ними.

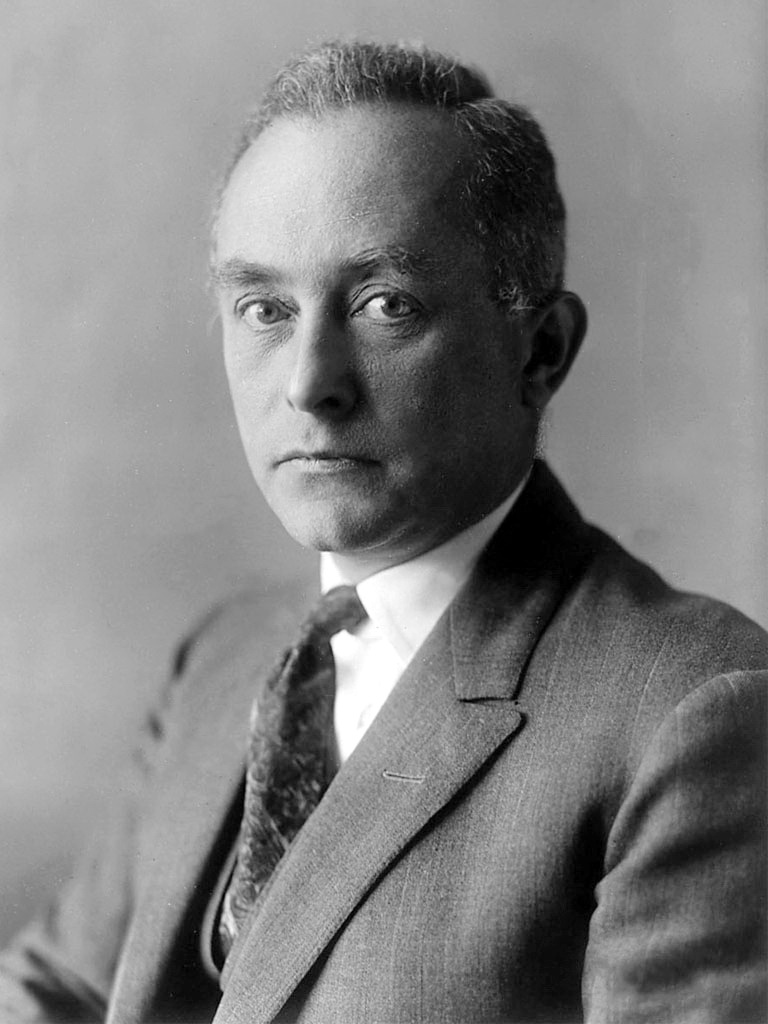
Макс Борн

Зоммерфельд, добре поінформований про всі ці труднощі, підключив Гейзенберга до роботи над теорією. Перша його стаття, яка вийшла на початку 1922 року, була присвячена феноменологічній моделі ефекту Зеемана. Ця робота, в якій пропонувалася смілива модель атомного остова, який взаємодіє з валентними електронами, і було запроваджено напівцілі квантові числа, відразу ж зробила молодого науковця одним з лідерів теоретичної спектроскопії. У наступних роботах на базі принципу відповідності обговорювалися питання ширини й інтенсивності спектральних ліній та їхніх зееманівських компонент. У статтях, написаних спільно з Максом Борном, розглядалися загальні проблеми теорії багатоелектронних атомів (у межах класичної теорії збурень), аналізувалася теорія молекул і пропонувалася ієрархія внутрішньомолекулярних рухів, які розрізняються своєю енергією (молекулярні обертання і коливання, електронні збудження), оцінювалися величина атомної поляризованості та було зроблено висновок про необхідність запровадження напівцілих квантових чисел. Інша модифікація квантових співвідношень, яка полягала в приписуванні квантовим станам атома двох напівцілих квантових чисел кутового моменту, випливала з розгляду аномального ефекту Зеемана (згодом цю модифікацію було пояснено наявністю спіна електрона). Ця робота, за пропозицією Борна, послужила підставою для габілітації (Habilitationsschrift), отриманої Гейзенбергом у віці 22 років у Геттінгенському університеті.

### Створення матричної механіки
Гейзенберг не був задоволений станом теорії, яка вимагала розв'язку кожної конкретної задачі в рамках класичної фізики з подальшим перекладом на квантову мову з допомогою принципу відповідності. Такий підхід не завжди давав результат і багато в чому залежав від інтуїції дослідника. Прагнучи отримати строгий і логічно узгоджений формалізм, навесні 1925 року Гейзенберг вирішив відмовитися від колишнього опису, замінивши його описом через так звані спостережувані величини. Ця ідея виникла під впливом робіт Альберта Ейнштейна, який дав релятивістське визначення часу замість неспостережуваного ньютонівського абсолютного часу. (Втім, уже в квітні 1926 року Ейнштейн в особистій розмові з Гейзенбергом зауважив, що саме теорія визначає, які величини вважати спостережуваними, а які — ні.) Гейзенберг відмовився від класичних понять положення та імпульсу електрона в атомі та розглянув частоту й амплітуду коливань, які можна визначити з оптичного експерименту. Йому вдалося подати ці величини у вигляді наборів комплексних чисел і задати правило їх множення, яке виявилося некомутативним, а потім застосувати розроблений метод до задачі про ангармонічний осцилятор. Для окремого випадку гармонічного осцилятора природним чином випливало існування так званої «нульової енергії». Таким чином, принцип відповідності було включено в самісінькі основи розробленої математичної схеми.

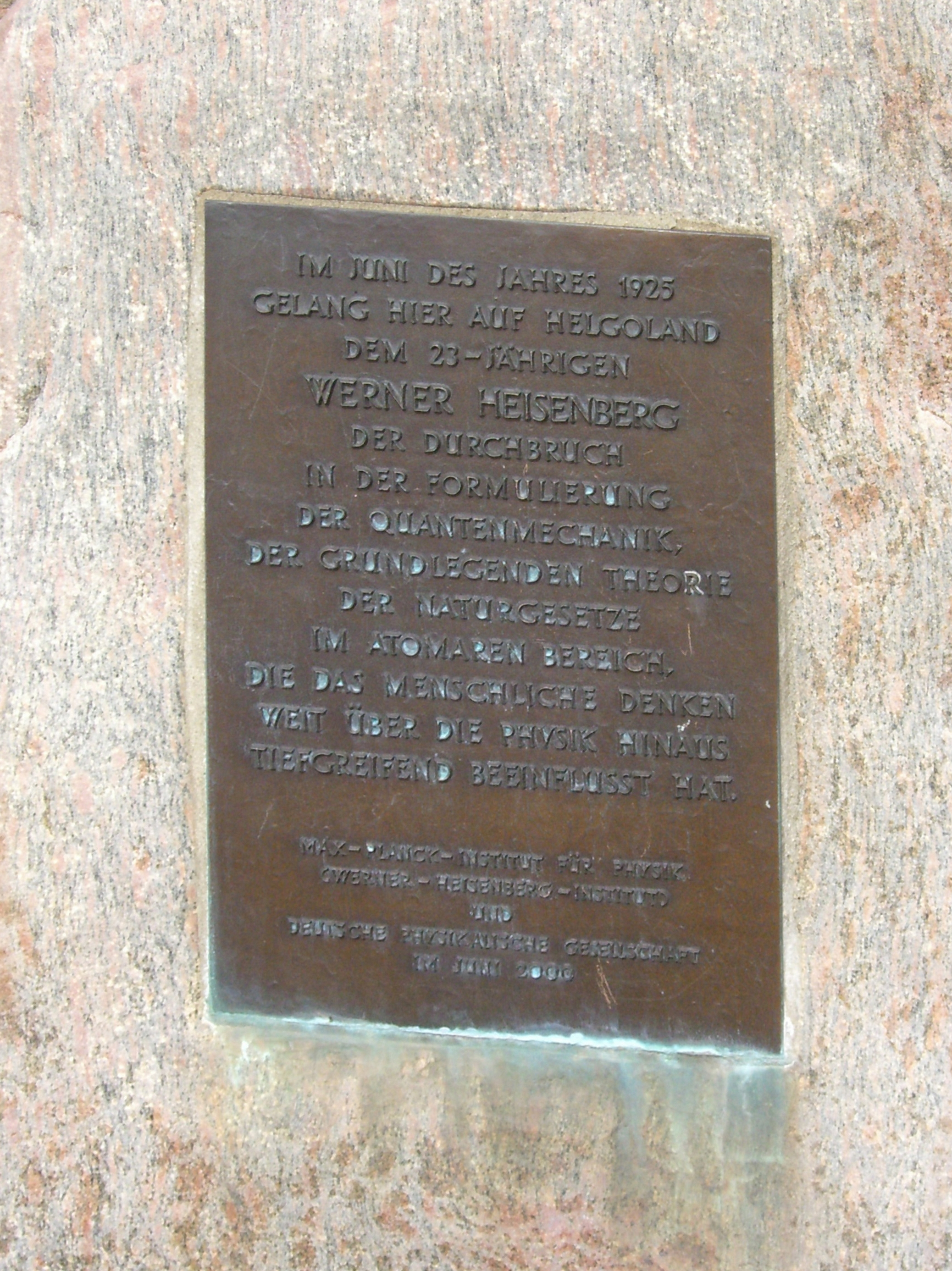
Пам'ятна табличка на острові Гельголанд

Гейзенберг знайшов розв'язок цієї задачі в червні 1925 року на острові Гельголанд, де він видужував від нападу полінозу. Повернувшись до Геттінгена, він описав свої результати в статті «Про квантовотеоретичне тлумачення кінематичних і механічних співвідношень» і надіслав її Вольфгангу Паулі. Отримавши схваленням останнього, Гейзенберг передав роботу Борну для опублікування в журналі «Zeitschrift für Physik», де її отримали 29 липня 1925 року. Незабаром Борн усвідомив, що набори чисел, які подають фізичні величини, є не чим іншим, як матрицями, а гейзенбергівське правило їхнього множення — це правило множення матриць.
У цілому матричну механіку чекав досить пасивний прийом фізичного співтовариства, яке було мало знайоме з математичним формалізмом матриць і котре відлякувала надзвичайна абстрактність теорії. Лише деякі науковці звернули пильну увагу на цю статтю Гейзенберга. Так Нільс Бор відразу ж високо оцінив її і оголосив, що «почалася нова ера взаємного стимулювання механіки та математики». Перше чітке формулювання матричної механіки належало Макс Борну та Паскуалю Йордану в їхній спільній роботі «Про квантову механіку», завершеній у вересні 1925 року. Вони отримали фундаментальне перестановочне співвідношення для матриць координати та імпульсу. Незабаром Гейзенберг приєднався до цих досліджень, підсумком яких стала знаменита «робота трьох» (Drei-Manner Arbeit), завершена в листопаді 1925 року. У ній було подано загальний метод розв'язання задач у межах матричної механіки, зокрема розглянуто системи з довільним числом ступенів свободи, запроваджено канонічні перетворення, подано основи квантовомеханічної теорії збурень, розв'язано задачу про квантування кутового моменту, зумовлено правила відбору та низку інших питань.
Подальші модифікації матричної механіки відбувалися за двома основними напрямками: узагальнення матриць у формі операторів, здійснене Максом Борном та Норбертом Вінером, і подання теорії в алгебраїчній формі (в рамках гамільтонового формалізму), розроблене Полем Діраком. Останній згадував через багато років про те, наскільки його стимулювала поява матричної механіки для подальшого розвитку атомної фізики:

У мене є дуже вагомі причини бути шанувальником Вернера Гейзенберга. Ми навчалися в один час, були майже однолітками та працювали над однією проблемою. Гейзенберг досяг успіху там, де в мене були невдачі. На той час накопичилася величезна кількість спектроскопічного матеріалу, і Гейзенберг знайшов правильний шлях у його лабіринті. Зробивши це, він поклав початок золотого віку теоретичної фізики, і незабаром виконувати першокласні роботи міг навіть другорядний студент.
— П. А. М. Дирак. Методы теоретической физики = from a Life of Physics, Evening Lectures the International Centre of Theoretical Physics in Triest, Wiena, IAIA, 1969 // УФН. — 1970. — Т. 102, вип. 10, № 2. — С. 299.

### Співвідношення невизначеності

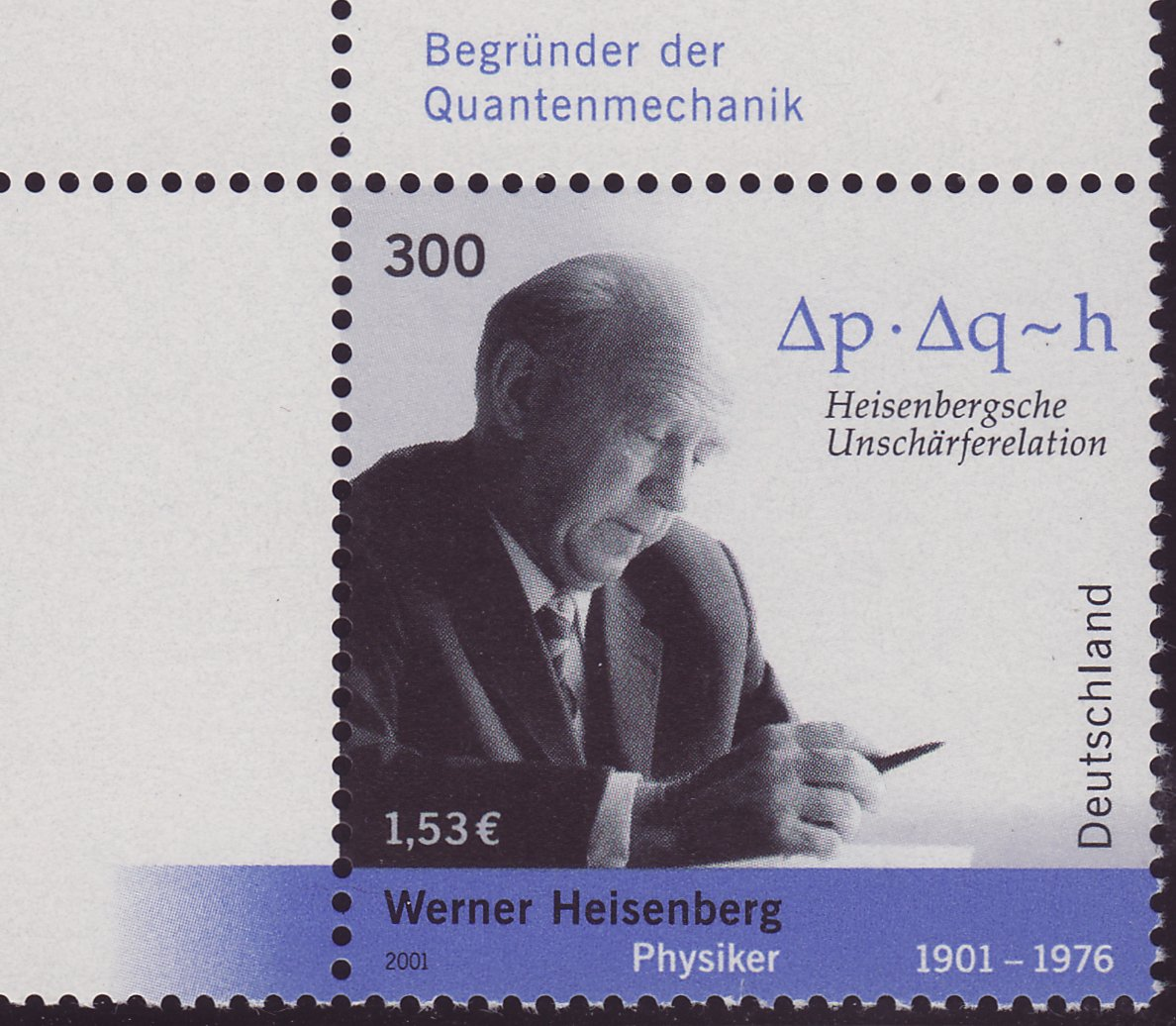
Зображення співвідношення невизначеності на німецькій марці, яка була випущена до сторічного ювілею Гейзенберга

На початку 1926 року було видано друком праці Ервіна Шредінгера з хвильової механіки, яка давала опис атомних процесів у звичній формі неперервних диференціальних рівнянь і яка, як незабаром з'ясувалося, була математично тотожна матричному формалізму. Гейзенберг критично поставився до нової теорії і, особливо, до її первісної інтерпретації, яка мала справу з реальними хвилями, які несуть електричний заряд. І навіть поява борнівського ймовірнісного трактування хвильової функції не вирішила проблему інтерпретації самого формалізму, тобто з'ясування сенсу застосованих у ньому понять. Необхідність розв'язання цього питання стала особливо помітною у вересні 1926 року, після візиту Шредінгера до Копенгагена, де він у довгих дискусіях з Бором і Гейзенбергом відстоював неперервність атомних явищ і критикував уявлення про дискретність і квантові стрибки.

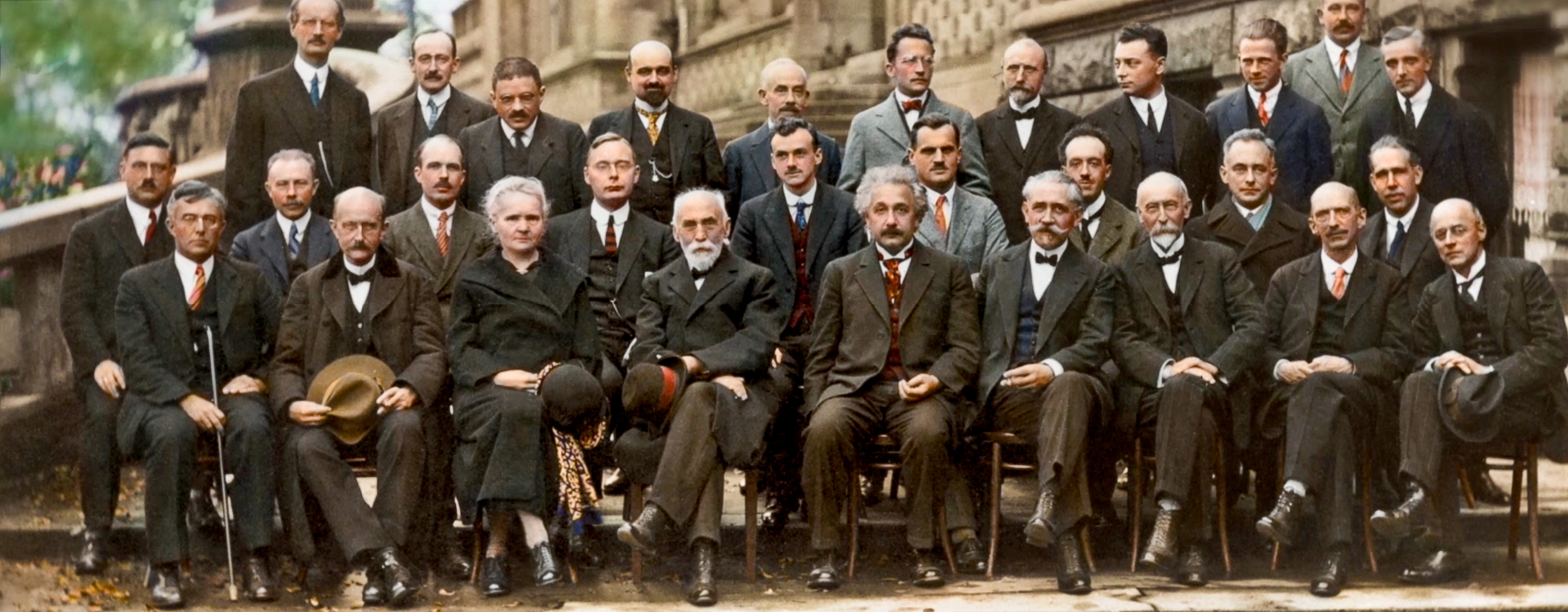
Учасники Сольвеївського конгресу 1927 року, на якому обговорювалися проблеми інтерпретації квантової механіки. Гейзенберг стоїть третій праворуч

Вихідним пунктом в аналізі Гейзенберга стало усвідомлення необхідності скоригувати класичні поняття (як-от «координата» та «імпульс»), щоб їх можна було застосовувати в мікрофізиці, подібно до того, як теорія відносності скоригувала поняття простору і часу, надавши тим сенс формалізму перетворень Лоренца. Вихід із ситуації він знайшов у накладенні обмеження на використання класичних понять, вираженому математично у вигляді співвідношення невизначеності: «що точніше визначено положення, то менш точно відомий імпульс, і навпаки». Свої висновки він продемонстрував відомим уявним експериментом з гамма-мікроскопом. Отримані результати Гейзенберг виклав у 14-сторінковому листі Паулі, який їх дуже схвалив. Бор, який повернувся з відпустки з Норвегії, був не зовсім задоволений і висловив деякі зауваження, але Гейзенберг відмовився змінювати свій текст, і згадав пропозиції Бора лише в постскриптумі. Стаття «Про наочний зміст квантовотеоретичної кінематики та механіки» із викладом принципу невизначеності надійшла до редакції «Zeitschrift für Physik» 23 березня 1927 року.
Принцип невизначеності не тільки відіграв важливу роль у розвитку інтерпретації квантової механіки, але й поставив низку філософських проблем. Бор пов'язав його з загальнішою концепцією доповнюваності, що розвивалася ним у той же час: він трактував співвідношення невизначеності як математичний вираз тієї межі, до якого можливе використання взаємно виключних (спряжених між собою) понять. Крім того, стаття Гейзенберга привернула увагу фізиків і філософів до концепції вимірювання, а також до нового, незвичайного розуміння причинності, запропонованому автором:«…у сильному формулюванні закону причинності: „якщо точно знати сьогодення, то можна передбачити майбутнє“, помилковою є передумова, а не висновок. Ми принципово не можемо пізнати сучасність у всіх її подробицях». Пізніше, 1929 року, він запровадив у квантовій теорії термін «колапс хвильового пакету», який став одним з основних понять у межах так званої «копенгагенської інтерпретації» квантової механіки.

### Застосування квантової механіки
Поява та визнання науковим товариством квантової механіки (спочатку в матричній, а потім — у хвильовій формі), стимулювали швидкий прогрес у розвитку квантових уявлень, вирішенні низки конкретних проблем. Сам Гейзенберг у березні 1926 року завершив спільну з Йорданом статтю, яка дала пояснення аномального ефекту Зеемана з використанням гіпотези Гоудсміта та Уленбека про спін електрона. У наступних роботах, написаних вже з використанням шредінгерівського формалізму, він розглянув системи кількох частинок і довів важливість міркувань симетрії станів для розуміння особливостей спектрів гелію (терми пара- і ортогелію), іонів літію, двоатомних молекул, що дозволило зробити висновок про існування двох алотропних форм водню — орто- і параводню. Фактично Гейзенберг незалежно прийшов до статистики Фермі — Дірака для систем, що задовольняють принципу Паулі.
1928 року Гейзенберг заклав основи квантової теорії феромагнетизму (модель Гейзенберга), використавши уявлення про обмінні сили між електронами для пояснення так званого «молекулярного поля», запровадженого П'єром Вейсом ще 1907 року. Вирішальну роль відігравав взаємний напрям спінів електронів, який визначав симетрію просторової частини хвильової функції і, таким чином, впливав на просторовий розподіл електронів і електростатичну взаємодію між ними. У другій половині 1940-х років Гейзенберг зробив невдалу спробу побудови теорії надпровідності, в якій враховувалося тільки електростатична взаємодія між електронами.

### Квантова електродинаміка

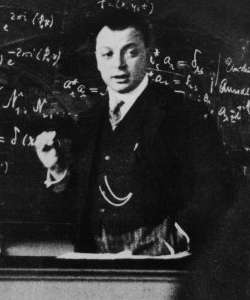
Вольфганг Паулі

З кінця 1927 року основною проблемою, яка займала Гейзенберга, стала побудова квантової електродинаміки, яка враховувала б не тільки наявність квантованного електромагнітного поля, але і його взаємодію з релятивістськими зарядженими частинками. Рівняння Дірака для релятивістського електрона, що з'явилося на початку 1928 року, з одного боку, вказувало вірний шлях, але, з іншого, утворювало низку проблем, які здавалися нерозв'язними — проблему власної енергії електрона, пов'язану з появою нескінченно великої добавки до маси частинки, і проблему станів з негативною енергією. Дослідження, що здійснювалося Гейзенбергом спільно з Паулі, зайшло в глухий кут, і він на деякий час кинув його, взявшись за теорію феромагнетизму. Лише на початку 1929 року їм вдалося просунутися далі у побудові загальної схеми релятивістської теорії, яку було викладено у статті, що була завершена в березні того ж року. Запропонована схема була основана на процедурі квантування класичної польової теорії, яка містить релятивістськи-інваріантний лагранжіан. Вчені застосували цей формалізм до системи, що включає електромагнітне поле і хвилі матерії, які взаємодіють між собою. У наступній статті, яку було видано 1930 року, вони значно спростили теорію, використавши міркування симетрії, отримані у спілкуванні з відомим математиком Германом Вейлем. У першу чергу це стосувалося міркувань калібрувальної інваріантності, що дозволили позбутися деяких штучних побудов первісного формулювання.
Хоча спроба Гейзенберга і Паулі побудувати квантову електродинаміку істотно розширила межі атомної теорії, увібравши низку відомих результатів, вона виявилася нездатною усунути розбіжності, пов'язані з нескінченною власною енергією точкового електрона. Всі вжиті пізніше спроби вирішити цю проблему, зокрема такі радикальні, як квантування простору (ґратчаста модель), не здобули успіху. Вирішення було знайдено набагато пізніше в межах теорії перенормування.
Починаючи з 1932 року, Гейзенберг приділяв багато уваги космічним променям, які, на його думку, давали можливість серйозної перевірки теоретичних уявлень. Саме в космічному випромінюванні Карл Девід Андерсон виявив позитрон, передбачений раніше Діраком («дірка» Дірака). 1934 року Гейзенберг розвинув теорію «дірок», включивши позитрони в формалізм квантової електродинаміки. Він, як і Дірак, постулював існування явища поляризації вакууму і 1936 року спільно з Гансом Генріхом Ейлером обчислив квантові поправки до рівнянь Максвелла, пов'язані з цим ефектом.

### Ядерна фізика

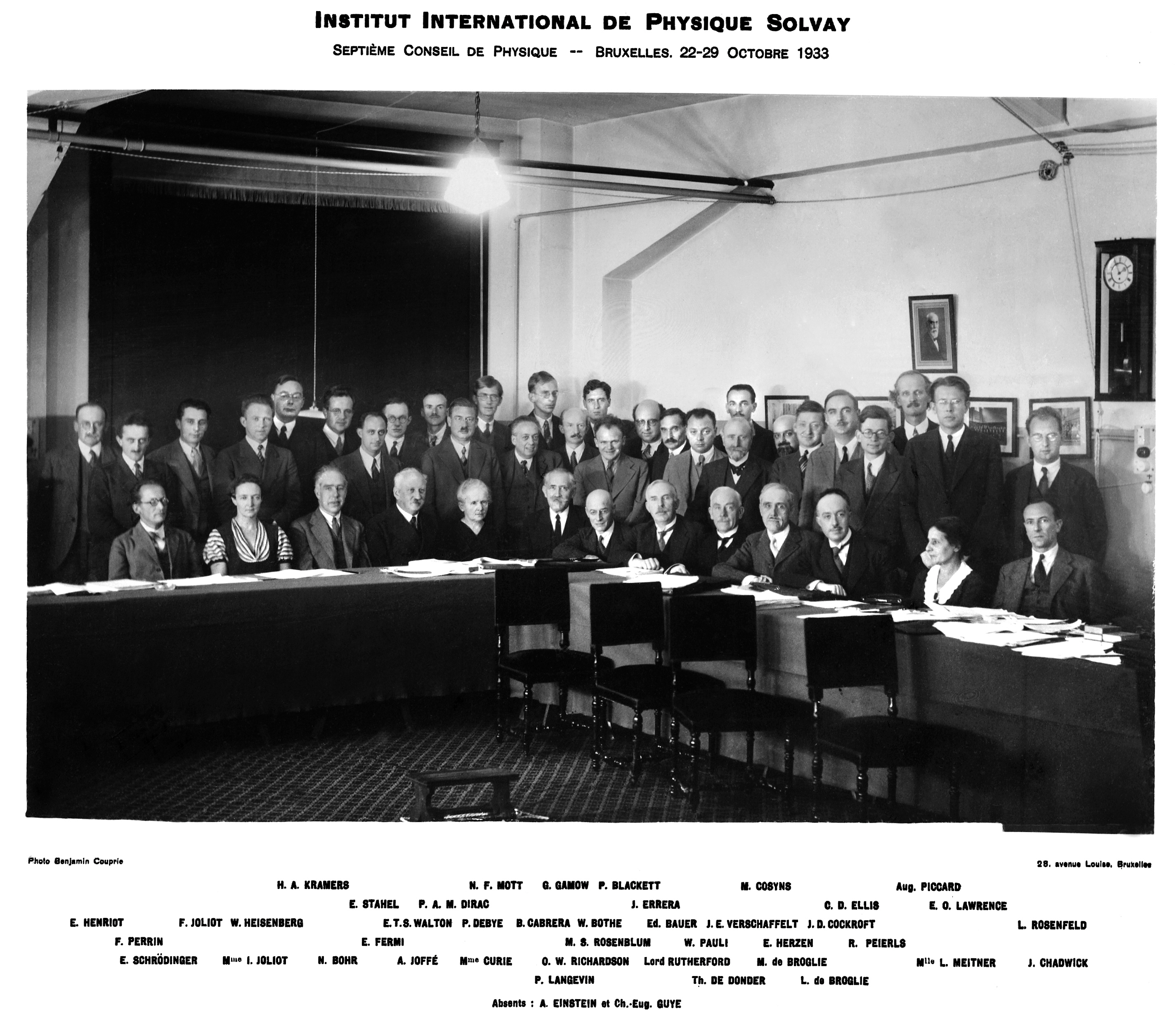
Учасники Сольвеївського конгресу 1933 року, на якому обговорювалися проблеми ядерної фізики. Гейзенберг стоїть четвертий ліворуч

1932 року, незабаром після відкриття Джеймсом Чедвіком нейтрона, Гейзенберг висловив ідею про протон-нейтронну будову атомного ядра і в трьох статтях спробував побудувати квантовомеханічну теорію такого ядра. Хоча ця гіпотеза дозволила вирішити багато труднощів попередньої (протон-електронної) моделі, залишалося неясним походження електронів, що випромінюються в процесах бета-розпаду, деякі особливості статистики ядерних частинок і природа взаємодії між нуклонами. Гейзенберг спробував з'ясувати ці питання, припустивши наявність обмінної взаємодії між протонами та нейтронами в ядрі, які аналогічні силам між протоном і атомом водню, що формують молекулярний іон водню. Ця взаємодія, за припущенням, має здійснюватися за допомогою електронів, якими обмінюються нейтрон і протон, проте цим «ядерним електронам» довелося приписати «неправильні» властивості (зокрема, вони мали бути безспіновими, тобто бозонами). Взаємодія між нейтронами описувалася аналогічно взаємодії двох нейтральних атомів у молекулі водню. Тут же вчений вперше висловив ідею ізотопічної інваріантності, пов'язаної з обміном зарядом між нуклонами та з зарядовою незалежністю ядерних сил. Подальші удосконалення цієї моделі було здійснено Етторе Майораном, який виявив ефект насичення ядерних сил.
Після появи 1934 року теорії бета-розпаду, розвиненої Енріко Фермі, Гейзенберг взявся до її розширення і висловив думку про те, що ядерні сили виникають за рахунок обміну не електронами, а парами електрон — нейтрино (цю ідею незалежно розвивали Іваненко, Ігор Тамм та Арнольд Нордсік). Правда, величина такої взаємодії виявилася набагато меншою, ніж показував експеримент. Все ж, ця модель (з деякими доповненнями) залишалася панівною до появи теорії Хідекі Юкави, який постулював існування важчих частинок, що забезпечують взаємодію нейтронів і протонів в ядрі. 1938 року Гейзенберг і Ейлер розробили методи аналізу даних поглинання космічних променів і змогли дати першу оцінку часу життя частинки («мезотрона», або, як пізніше стали говорити, мезона), що належала до жорсткої компоненти променів і спочатку асоціювалася з гіпотетичною частинкою Юкави. Наступного року Гейзенберг проаналізував обмеженість наявних тоді квантових теорій взаємодії елементарних частинок, заснованих на використанні теорії збурень, й обговорив можливості виходу за межі цих теорій на ділянках високих енергій, що досягаються в космічних променях. На цих ділянках можливе народження значної кількості частинок у космічних зливах, яка була ним розглянута в межах теорії векторних мезонів.

### Квантова теорія поля
У серії з трьох статей, написаних між вереснем 1942 і травнем 1944 року, Гейзенберг запропонував радикальний спосіб позбавлення від розбіжностей у квантовій теорії поля. Ідея фундаментальної довжини (кванта простору) спонукала його відмовитися від опису за допомогою неперервного рівняння Шредінгера. Вчений знову повернувся до концепції спостережуваних величин, співвідношення між якими мають лежати в основі майбутньої теорії. Для зв'язку між цими величинами, до яких він однозначно відносив енергії стаціонарних станів і асимптотичну поведінку хвильової функції в процесах розсіювання, поглинання і випромінювання, було запроваджено (незалежно від Джона Вілера, який зробив це 1937 року) поняття про S-матрицю (матрицю розсіяння), тобто оператор, що перетворює функцію хвилі, що падає, на функцію розсіяної хвилі. За задумом Гейзенберга, S-матриця мала замінити гамільтоніан у майбутній теорії. Незважаючи на труднощі обміну науковою інформацією в умовах війни, теорія матриці розсіяння незабаром була підхоплена деякими вченими (Ернст Штюкельберг в Женеві, Гендрік Крамерс у Лейдені, Крістіан Меллер в Копенгагені, Паулі в Принстоні), які взялися за подальший розвиток формалізму і з'ясування його фізичних аспектів. Проте з часом стало зрозуміло, що ця теорія в чистому вигляді не може стати альтернативою звичайній квантовій теорії поля, але може бути одним з корисних математичних інструментів в її межах. Зокрема, вона використовується (в модифікованому вигляді) в Фейнмановському формалізмі квантової електродинаміки. Поняття S-матриці, доповнене низкою умов, посіло центральне місце в формулюванні так званої аксіоматичної квантової теорії поля, а надалі — у розробці теорії струн.
У повоєнний час, в умовах зростання кількості відкритих елементарних частинок, постала проблема їх опису за допомогою якомога меншої кількості полів і взаємодій, у найпростішому випадку — за допомогою єдиного поля (тоді можна говорити про «єдину теорію поля»). Починаючи приблизно з 1950 року, проблема пошуку вірного рівняння, що описує це єдине поле, стала основною в науковій творчості Гейзенберга. Його підхід ґрунтувався на нелінійному узагальненні рівняння Дірака і наявності деякої фундаментальної довжини (порядку класичного радіуса електрона), що обмежує застосування звичайної квантової механіки. У цілому цей напрямок одразу ж зіткнувся зі складними математичними проблемами та необхідністю вмістити в себе величезну кількість експериментальних даних, був скептично сприйнятий науковим співтовариством і розроблявся майже винятково групою Гейзенберга. Попри те, що успіху досягнуто не було, і розвиток квантової теорії відбувався переважно іншими шляхами, деякі ідеї та методи, що з'явилися в роботах німецького вченого, зіграли роль надалі. Зокрема, думка про нейтрино як голдстоуновську частинку, що виникає внаслідок спонтанного порушення симетрії, вплинула на розвиток концепції суперсиметрії.

### Гідродинаміка
За фундаментальні проблеми гідродинаміки Гейзенберг взявся ще на початку 1920-х років, у першій статті зробивши спробу, за Теодором фон Карманом, визначити параметри вихрового хвоста, який виникає за рухомою пластиною. У своїй докторській дисертації він розглянув стійкість ламінарного потоку і природу турбулентності на прикладі потоку рідини між двома плоскопаралельними пластинами. Йому вдалося довести, що ламінарний потік, стійкий для малих числах Рейнольдса (нижче критичної величини), при збільшенні цього параметра спочатку стає нестійким, однак для дуже великих значень його стабільність підвищується (нестійкими залишаються тільки довгохвильові збурення). Гейзенберг повернувся до проблеми турбулентності 1945 року, коли його було інтерновано до Англії. Він розробив підхід на основі статистичної механіки, який багато в чому був аналогічний ідеям, розвиненим Джеффрі Тейлором, Андрієм Колмогоровим та іншими вченими. Зокрема, йому вдалося показати, як відбувається обмін енергією між вихорами різних розмірів.

## Гейзенберг і німецький ядерний проєкт

### Взаємини з нацистським режимом
Незабаром після приходу до влади Гітлера у січні 1933 року почалося грубе втручання політики в усталене університетське життя, метою якого було «очищення» науки й освіти від євреїв та інших небажаних елементів. Гейзенберг, як і багато його колег, був шокований настільки помітним антиінтелектуалізмом нового режиму, який неминуче мав привести до послаблення німецької науки. Однак спочатку він все ж був схильний робити наголос на позитивних рисах змін, що відбувалися в країні. Мабуть, нацистська риторика відродження Німеччини та німецької культури приваблювала його своєю близькістю до тих романтичних ідеалів, які поділяли учасники молодіжного руху після Першої світової війни. Крім того, як зазначає біограф ученого Девід Кессіді, пасивність, з якою Гейзенберг і його колеги сприймали зміни, які настали, була, мабуть, пов'язана з традицією вважати науку тим інститутом, який стоїть поза політикою.
Спроби Гейзенберга, Макса Планка та Макса фон Лауе змінити політику щодо вчених-євреїв або хоча б послабити її наслідки за рахунок особистих зв'язків і подачі петицій офіційними бюрократичними каналами не досягла успіху. З осені 1933 року «неарійців», жінок і осіб лівих переконань позбавляли права викладати, а з 1938 року майбутні лектори повинні були доводити свою політичну благонадійність. У цій ситуації Гейзенберг і його колеги, вважаючи першочерговим завданням збереження німецької фізики, зробили спроби заповнити звільнені посади німецькими або навіть іноземними вченими. Ці спроби було негативно сприйняті науковим співтовариством, крім того вони не досягли своєї мети. Як останній засіб залишався вихід у відставку на знак протесту, однак Планк відрадив Гейзенберга, вказавши на важливість виживання фізики попри катастрофу, яка чекає Німеччину в майбутньому.

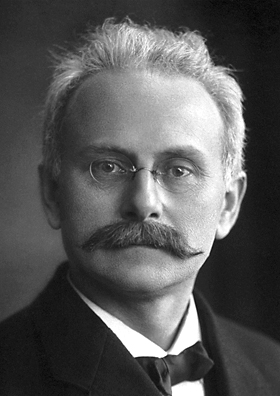
Йоганнес Штарк

Прагнення зберегти свою аполітичну позицію не лише не дозволило Гейзенбергу та іншим вченим чинити опір зростанню антисемітизму в університетських колах, але незабаром поставило їх самих під серйозний удар з боку «арійських фізиків». 1935 року активізувалися нападки проти «єврейської фізики», до якої належали теорія відносності та квантова механіка. Ці акції, підтримані офіційною пресою, керувалися діяльними прихильниками нацистського режиму, нобелівськими лауреатами Йоганнесом Штарком та Філіппом Ленардом. Вихід у відставку Арнольда Зоммерфельда, який обрав наступником на посаду професора Мюнхенського університету Гейзенберга, став поштовхом до нападок на нього, затаврованого Штарком у грудні 1935 року «духом ейнштейнівського духу» (нім. Geist von Einsteins Geist). Вчений опублікував відповідь у газеті нацистської партії Völkischer Beobachter, закликавши приділяти більше уваги фундаментальним фізичним теоріям. Навесні 1936 року Гейзенбергу разом з Гансом Гейгером та Максом Віном вдалося зібрати підписи 75 професорів під петицією на підтримку цього призову. Ці контрзаходи, здавалося, схилили Імперське міністерство освіти на бік науковців, однак 15 липня 1937 року ситуація вчергове змінилася. У цей день в офіційній газеті СС Das Schwarze Korps вийшла велика стаття Штарка під назвою «„Білі євреї“ в науці» («Weisse Juden» in der Wissenschaft), в якій проголошувалася необхідність усунення «єврейського духу» з німецької фізики. Персонально Гейзенбергу дісталися погрози заслання до концентраційного табору та йменування «Осецький від фізики». Попри низку запрошень з-за кордону, що надійшли йому в той час, Гейзенберг не бажав залишати країну і вирішив домовитися з урядом. Девід Кессіді дав наступну картину цього непростого вибору:
| Якби режим відновив його вищий статус, він би погодився на потрібні компроміси, до того ж переконуючи себе в справедливості нового обґрунтування: за допомогою особистої жертви, яка полягає в тому, що він залишиться на своїй посаді, він фактично захищав правильну німецьку фізику від спотворення з боку націонал-соціалізму. Оригінальний текст (англ.) If the regime reinstated his first-class status, he would accept the compromises that this required, yet all the while convincing himself of a new rationalization: through his personal sacrifice in remaining at his post he was actually protecting decent German physics from the corruption of National Socialism. — Д. Кессіді. Heisenberg, German Science, and the Third Reich // Social Research. — 1992. — Т. 59, № 3. — С. 656. |

Дотримуючись обраного курсу, Гейзенберг написав два офіційні листи — на адресу Імперського міністерства освіти та на ім'я рейхсфюрера СС Генріха Гіммлера, — в яких зажадав офіційної реакції на дії Штарка та його прихильників. У листах він оголосив, що коли напади офіційно схвалюються владою, він залишить свою посаду, а як ні, то йому потрібен захист з боку уряду. Завдяки знайомству матері вченого з матір'ю Гіммлера лист дійшов до адресата, однак минув ще майже рік, протягом якого Гейзенберга допитували в гестапо, прослуховували його домашні розмови та шпигували за ним, перш ніж було отримано позитивну відповідь одного з вищих керівників Рейху. Все ж посаду професора в Мюнхені віддали іншому, лояльнішому до партії кандидату.

### Початок уранового проєкту. Подорож до Копенгагена
Компроміс між Гейзенбергом і нацистським керівництвом образно названо Кессіді «фаустівською угодою» (Faustian bargain). З одного боку, успіх у боротьбі з «арійськими фізиками» і публічна реабілітація вченого означали визнання його важливості (як і його колег) для підтримки високого рівня фізичної освіти та наукових досліджень у країні. Іншою стороною цього компромісу була готовність німецьких учених (зокрема, і Гейзенберга) співпрацювати з владою та брати участь у військових розробках Третього Рейху. Актуальність останніх особливо зросла з початком Другої світової війни не лише для армії, але й для самих науковців, бо співпраця з військовими слугувала надійним захистом від призову на фронт. У згоди Гейзенберга співпрацювати з нацистським урядом був ще й інший бік, так охарактеризований Моттом і Пайерлсом:

… розумно припустити, що він бажав Німеччині перемоги у війні. Він не сприймав багато аспектів нацистського режиму, але він був патріотом. Бажання поразки своїй країні було для нього таким бунтарством, що він не міг його собі дозволити.
Оригінальний текст (англ.)
...it is reasonable to assume that he wanted Germany to win the war. He disapproved of many facets of the Nazi regime, but he was a patriot. To desire the defeat of his country would have meant far more rebellious views than he held.
— Н. Мотт, Р. Пайєрлс. Werner Heisenberg (1901 — 1976) // Biogr. Mems Fell. Roy. Soc.. — 1977. — Т. 23. — С. 232.
На нараді в Управлінні армійського озброєння 26 вересня 1939 року військове керівництво підтримало створення так званого «Уранового клубу» (Uranverein) для глибокого дослідження перспектив застосування поділу ядер урану, відкритого Отто Ганом та Фріцем Штрассманом наприкінці 1938 року. Гейзенберг був серед запрошених. На нараді було складено програму діяльності та відзначено можливість військового застосування ядерної енергії. Було визначено завдання для окремих наукових груп. Учений мав теоретично дослідити основи функціонування «уранової машини», як тоді називали ядерний реактор. У грудні 1939 року він подав перший таємний звіт із теоретичним аналізом можливості отримання енергії за рахунок ядерного поділу. У цьому звіті як сповільнювач було запропоновано вуглець та важку воду, однак з літа 1940 року було вирішено зупинитися на останній як на більш економічному й доступному варіанті (її виробництво вже було налагоджено в окупованій Норвегії).
Фізичний інститут Товариства кайзера Вільгельма було визначено науковим центром уранового проєкту. Ректором Фізичного інституту було призначено Гейзенберга. До участі у проєкті було залучено фізико-хімічні інститути Гамбурзького, Лейпцизького та Гейдельберзького університетів. Адміністративне керівництво групою у складі Гейзенберга, Гана Вайцзеккера та інших фізиків, що створювали урановий реактор на військовому полігоні поблизу Берліна, взяв на себе Еріх Шуман.
Після своєї реабілітації нацистським керівництвом Гейзенберг отримав можливість виступати з лекціями не лише в Німеччині, а й в інших країнах Європи (зокрема, в окупованих). З погляду партійних бюрократів, він мав бути втіленням розквіту німецької науки. Відомий фахівець з історії німецької науки цього періоду Марк Вокер писав з цього приводу:

Зрозуміло, що Гейзенберг працював на нацистську пропаганду мимоволі, а може, навіть несвідомо. Однак настільки ж зрозуміло, що відповідні націонал-соціалістичні чиновники використовували його з пропагандистською метою, що ця його діяльність була ефективною та що його іноземні колеги мали підстави вважати, що він пропагує нацизм… Такі закордонні лекційні подорожі можливо, більше, ніж щось інше, отруювали його стосунки з багатьма іноземними колегами та колишніми друзями за межами Німеччини.
— М. Вокер. Наука при национал-социализме // Питання історії природознавства і техніки. — 2001. — № 1. — С. 3 — 30.

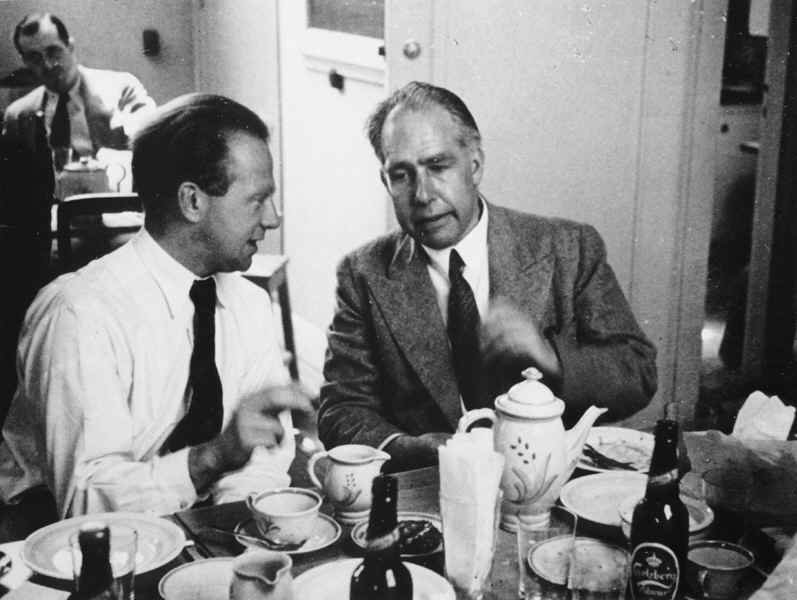
У довоєнні роки ніщо не заважало Гейзенбергу і Бору вести відверту бесіду

Мабуть, найвідомішим прикладом такої подорожі стала зустріч із Нільсом Бором у Копенгагені у вересні 1941 року. Подробиці розмови двох учених невідомі, а її трактування дуже відрізняються. За словами самого Гейзенберга, він хотів дізнатися думку свого вчителя про моральний аспект створення нової зброї, однак, оскільки не міг говорити відкрито, Бор його неправильно зрозумів. Данець дав зовсім іншу інтерпретацію цієї зустрічі. У нього склалося враження, що німці інтенсивно працюють над урановою темою, а Гейзенберг хотів довідатися, що Бор про це знає. Більш того, Бор вважав, що його гість запропонував йому співпрацю з нацистами. Погляди данського вченого знайшли відбиток у чернетках листів, вперше опублікованих 2002 року і широко висвітлених у пресі.
1998 року в Лондоні відбулася прем'єра п'єси англійського драматурга Майкла Фрейна «Копенгаген», що присвячена цьому не до кінця з'ясованому епізоду у стосунках Бора та Гейзенберга. Її успіх у Великій Британії і потім на Бродвеї стимулював дискусії фізиків та істориків науки про роль німецького вченого у створенні «бомби для Гітлера» та зміст бесіди з Бором. Висловлювалася думка, що Гейзенберг хотів повідомити через Бора фізикам союзних держав, щоб вони не бралися за створення ядерної зброї або зосередилися на мирному реакторі, як це зробили німецькі вчені. На думку Вокера, Гейзенберг повідомив у розмові «три речі: 1) німці працюють над атомною бомбою; 2) він сам амбівалентно ставиться до цієї роботи; 3) Бору слід співпрацювати з Німецьким науковим інститутом і з окупаційною владою». Тому не дивно, що данець, перебравшись восени 1943 року до Англії, а потім — до США, підтримував якнайшвидше створення ядерної бомби в цих країнах.

### Спроби створення реактора
На початок 1942 року, незважаючи на дефіцит урану і важкої води, різні групи вчених у Німеччині зуміли здійснити лабораторні експерименти, що дали обнадійливі результати з погляду побудови «уранової машини». Зокрема, в Лейпцизі Роберт Депель зумів отримати зростання числа нейтронів у сферичній геометрії розташування шарів урану, запропонованій Гейзенбергом. Всього над урановою проблемою в Німеччині працювало 70-100 вчених у складі різних груп, не об'єднаних єдиним керівництвом. Велике значення для подальшої долі проєкту мала конференція, організована військовою науковою радою в лютому 1942 року (де прочитав лекцію й Гейзенберг). Хоча на цій зустрічі було визнано військовий потенціал ядерної енергії, однак з урахуванням поточного економічного та воєнного стану Німеччини було вирішено, що досягти її застосування в розумний термін (близько року) не вдасться і тому ця нова зброя не зможе вплинути на перебіг війни. Проте, ядерні дослідження були визнані важливими для майбутнього (як у військовому, так і в мирному сенсах) і було вирішено, як і раніше, продовжити їх фінансування, однак загальне керівництво перейшло від військових до Імперської дослідницької ради. Це рішення було підтверджено в червні 1942 року на зустрічі вчених з міністром озброєнь Альбертом Шпеєром, а основною метою стало створення ядерного реактора. Як зазначає Вокер, рішення не переводити роботи на промисловий рівень виявилося вирішальним у долі всього німецького уранового проєкту:

 Попри те, що до цього часу американські та німецькі дослідження здійснювалися паралельно, незабаром американці випередили німців… Порівнювати роботи, що здійснювалися американськими та німецькими вченими після зими 1941/42 року, просто немає сенсу. Між січнем та червнем 1942 року, коли американці перейшли від лабораторних досліджень до промислових випробувань, а до робіт над проєктом було залучено вже тисячі вчених та інженерів, вони зробили те, на що німці витратили весь час до кінця війни.
— М. Вокер. Миф о германской атомной бомбе // Природа. — 1992. — № 1.

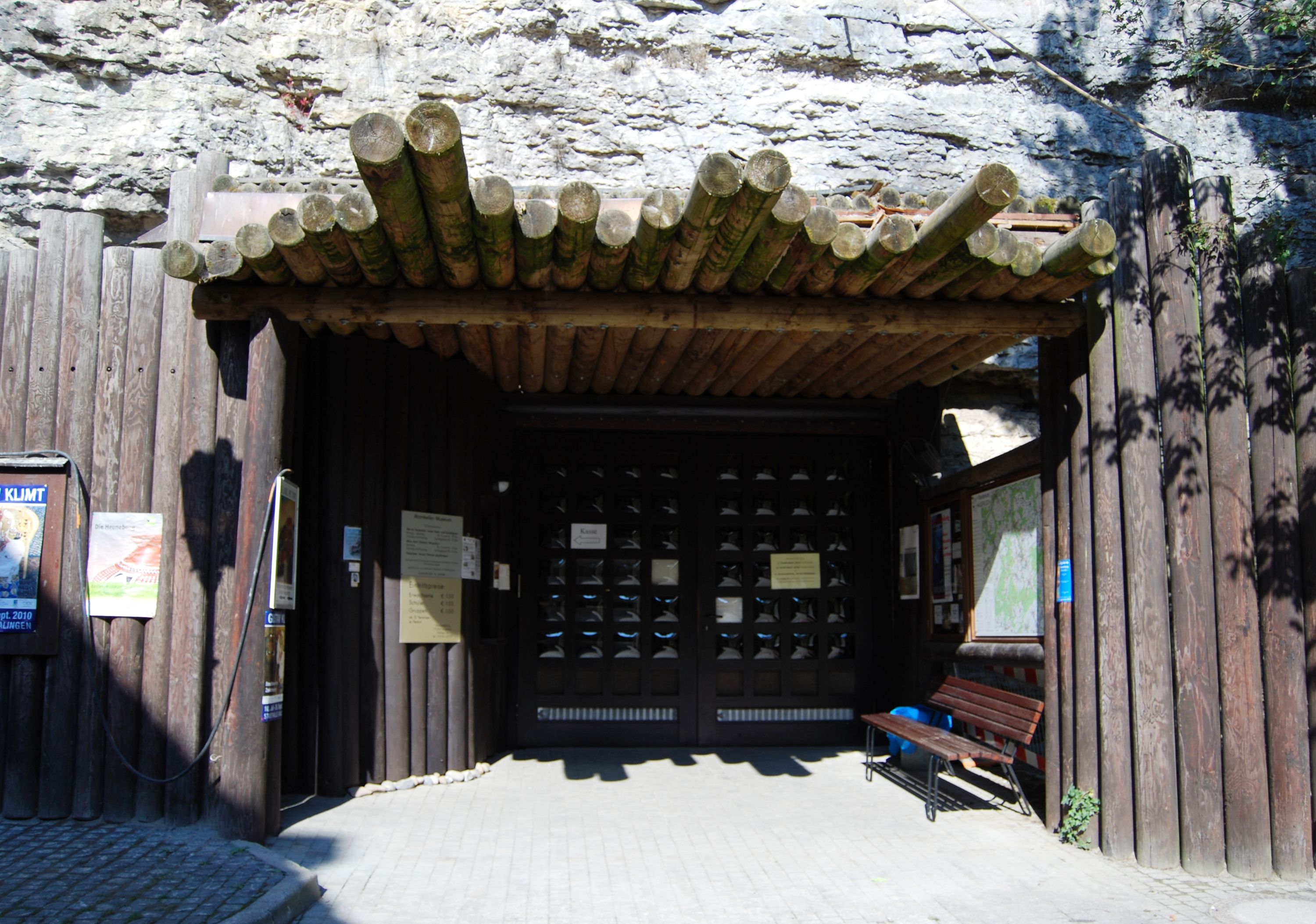
Вхід до скельного приміщення в Гайгерлоху (нині тут музей)

У липні 1942 року з метою організації робіт із розробки «уранової машини» Інститут фізики в Берліні повернули до складу Товариства кайзера Вільгельма, а його керівником було призначено Гейзенберга (одночасно він отримав посаду професора Берлінського університету). Оскільки формально директором інституту залишався Петер Дебай, який не повернувся з США, посада Гейзенберга називалась «директор при інституті». Незважаючи на брак матеріалів, у наступні роки в Берліні було поставлено кілька експериментів з метою отримання самопідтримуваної ланцюгової реакції в ядерних котлах різних геометрій. Ця мета була майже досягнута в лютому 1945 року в останньому експерименті, який здійснювався вже в евакуації, у вирубаному в скелі приміщенні в селі Гайгерлоху (сам інститут розташувався неподалік, в Гехінгені). Саме тут вчених та установку захопила таємна місія «Алсос» у квітні 1945 року.
Незадовго до появи американських військ Гейзенберг подався на велосипеді до баварського села поблизу Урфельда (Urfeld), де перебувала його сім'я, та де його незабаром і розшукали. У липні 1945 року серед десяти німецьких науковців, що мали стосунок до нацистського ядерного проєкту, його було інтерновано до маєтку Фарм-Холл неподалік Кембриджа. За фізиками, які перебували тут протягом півроку, було влаштовано постійне спостереження, а їхні розмови записувались за допомогою прихованих мікрофонів. Ці записи було розсекречено британським урядом у лютому 1992 року і вони є цінним документом з історії німецького ядерного проєкту.

### Повоєнні дискусії
Незабаром після завершення світової війни почалася бурхлива дискусія про причини невдачі німецьких фізиків у створенні атомної бомби. У листопаді 1946 року в журналі Die Naturwissenschaften було опубліковано статтю Гейзенберга, присвячену нацистському ядерному проєкту. Марк Вокер виділив кілька характерних неточностей у трактуванні подій, висловлених німецьким ученим: применшення ролі фізиків, що були тісно пов'язані з військовими колами та не приховували цього (наприклад, Курта Дібнер, Абрахама Езау та Еріха Шумана); наголос на експериментальній помилці, яка призвела до вибору важкої води (а не графіту) як сповільнювача, хоча цей вибір був обумовлений перш за все економічними міркуваннями; затушовування розуміння німецькими вченими ролі ядерного реактора для отримання збройового плутонію; приписування зустрічі вчених із міністром Шпеєром вирішальної ролі в усвідомленні неможливості створення ядерної зброї до закінчення війни, хоча це було визнано ще раніше військовим керівництвом, яке вирішило не переводити дослідження на промисловий рівень і не витрачати на нього цінні ресурси. У цій же статті Гейзенберга вперше з'явився натяк на те, що німецькі фізики (принаймні, з оточення Гейзенберга) контролювали перебіг робіт і з моральних міркувань намагалися спрямувати їх убік від розробки ядерної зброї. Однак, як зауважує Вокер,

 по-перше, Гейзенберг і його оточення не тільки не контролювали німецькі зусилля з оволодіння ядерною енергією, але й не змогли б цього зробити, якщо б і намагалися, а по-друге, завдяки рішенню військової влади 1942 року та загальній ситуації у війні Гейзенберг та інші вчені, що працювали над ядерною проблемою, так і не зіткнулися з важкою моральною дилемою, що виникала б під час створення ядерної зброї для нацистів. Навіщо їм було ризикувати та намагатися змінити напрямок досліджень, якщо вони були впевнені, що не зможуть вплинути на результат війни? 
— М. Вокер. Миф о германской атомной бомбе // Природа. — 1992. — № 1.

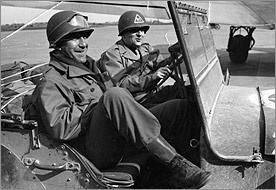
Семюел Гоудсміт (праворуч) під час служби в місії «Алсос» (квітень 1945)

Іншу сторону дискусії представляв Самуель Гоудсміт, який служив наприкінці війни науковим керівником місії «Алсос» (у минулому вони з Гейзенбергом були досить близькими друзями). У їх емоційній суперечці, що тривала кілька років, Гоудсміт дотримувався думки, що перешкодою для досягнення успіху в Німеччині були недоліки організації науки в тоталітарному суспільстві, однак фактично звинуватив німецьких вчених у некомпетентності, вважаючи, що вони не повною мірою розуміли фізику бомби. Гейзенберг різко заперечував проти останнього твердження. За словами Вокера,«збитки, завдані його репутації фізика, мабуть, турбували його більше, ніж критика за службу нацистам».
Надалі теза Гейзенберга про «моральний опір» була розвинена Робертом Юнгом в бестселері «Яскравіше тисячі сонць», де вже фактично стверджувалося про свідомий саботаж німецькими вченими робіт зі створення нової зброї. Пізніше ця версія знайшла відбиток також у книзі Томаса Пауерса. З іншого боку, думка Гоудсміта про некомпетентність фізиків, які висунулися на перший план за нацистів, була підхоплена генералом Леслі Гровзом, керівником «Мангеттенського проєкту», а згодом висловлена Полом Лоуренсом Роузом у його книзі. Вокер вважав головною причиною невдачі економічні труднощі воєнних років, а обидві попередні тези — далекими від історичної точності та відображенням потреб часу: теза Гейзенберга мала відновити в правах німецьку науку і реабілітувати вчених, які співпрацювали з нацистами, тоді як твердження Гоудсміта слугувало виправданням страху перед нацистською ядерною зброєю та зусиллям союзників антигітлерівської коаліції із його створення. Мотт і Пайерлс також фактично поділяли думку про вирішальну роль технічних труднощів і неможливість для Німеччини докласти настільки великі зусилля в умовах, що склалися.
Обидва погляди (про саботаж і про некомпетентність) не підтверджуються повною мірою розмовами німецьких фізиків, записаними під час їх інтернування в Фарм-Холлі. Більш того, саме в Фарм-Холлі перед ними вперше постало питання про причини невдачі, адже до бомбардування Хіросіми вони були впевнені, що значно випереджають американців і британців у ядерних розробках. Під час обговорення цієї проблеми Карл фон Вайцзеккер вперше висловив думку, що вони не створили бомбу, оскільки «не хотіли цього». Як відзначає історик Горст Кант, у цьому є певний сенс, бо і Гейзенберг, і Вайцзеккер, на відміну від учасників Мангеттенського проєкту, не присвячували весь свій час ядерним розробкам. Зокрема, Гейзенберг якраз у 1942—1944 роках активно розробляв теорію S-матриці і, можливо, просто не відчував особливої цікавості до суто військових досліджень. Ганс Бете, який очолював під час війни теоретичний відділ Лос-Аламоської лабораторії, на основі плівок Фарм-Холла також зробив висновок, що Гейзенберг не працював над атомною бомбою. Дискусії тривають і досі й поки що далекі від завершення, однак, як вважає Кессіді, з великою часткою впевненості можна розглядати Гейзенберга

… не як героя або жорстокого лиходія, а як глибоко талановиту, освічену людину, яка, на жаль, виявилася безпорадною в жахливих обставинах свого часу, до яких вона, подібно до більшості людей, була зовсім неготовою.
Оригінальний текст (англ.)
...as neither a hero nor a fiendish villain, but as a highly talented, cultured individual who was unfortunately caught up in the dreadful circumstances of his time for which he, like most people, was totally unprepared.
— Д. Кессіді. A Historical Perspective on Copenhagen // Physics Today. — 2000. — Т. 53, № 7. — С. 32.

## Філософські погляди

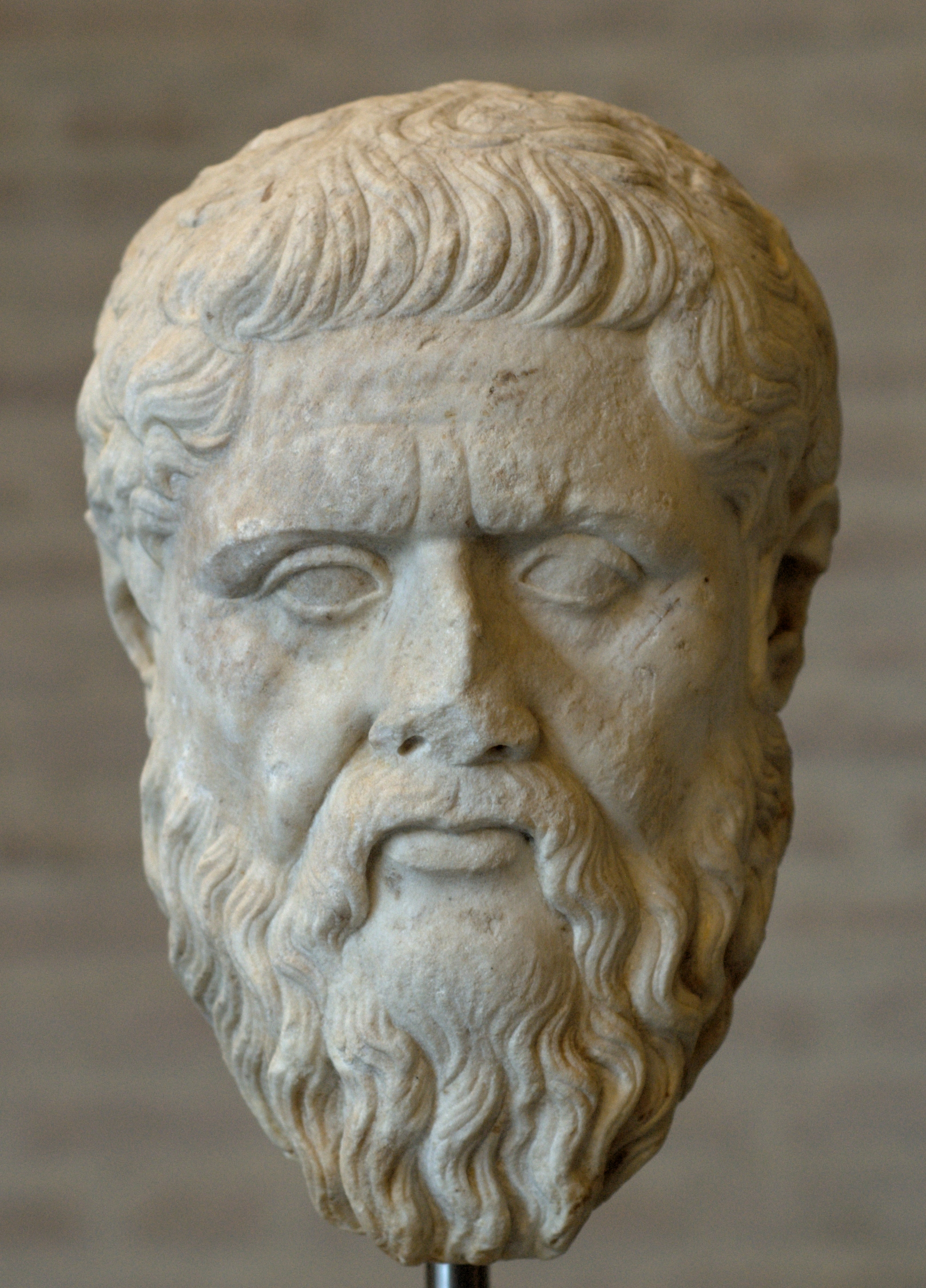
Скульптурне зображення голови Платона у мюнхенській Гліптотеці

Протягом усього життя Гейзенберг приділяв особливу увагу філософським засадам науки, яким він присвятив низку своїх публікацій та виступів. Наприкінці 1950-х років було видано його книгу «Фізика і філософія», яка являє собою текст Гіффордівських лекцій у університеті Сент-Ендрюса, а через десять років — автобіографічний твір «Частина і ціле», названий Карлом фон Вайцзеккером єдиним платонівським діалогом нашого часу. З філософією Платона Гейзенберг познайомився ще учнем класичної гімназії в Мюнхені, де отримав якісну гуманітарну освіту. Крім того, великий вплив на нього справив батько, учений-філолог. Гейзенберг протягом всього життя зберігав інтерес до Платона та інших стародавніх філософів і навіть вважав, що «навряд чи можна просунутися в сучасній атомній фізиці, не знаючи грецької філософії». У розвитку теоретичної фізики в другій половині XX століття він бачив повернення (на іншому рівні) до деяких атомістичних ідей Платона:
| Якщо ми хочемо порівняти результати сучасної фізики елементарних частинок з ідеями якогось старого філософа, то філософія Платона уявляється найбільш адекватною: частинки сучасної фізики є представниками груп симетрії, і в цьому вони нагадують симетричні фігури платонівської філософії. — В. Гейзенберг. Природа элементарных частиц // УФН. — 1977. — Т. 121, вип. 4. — С. 665. (рос.) |

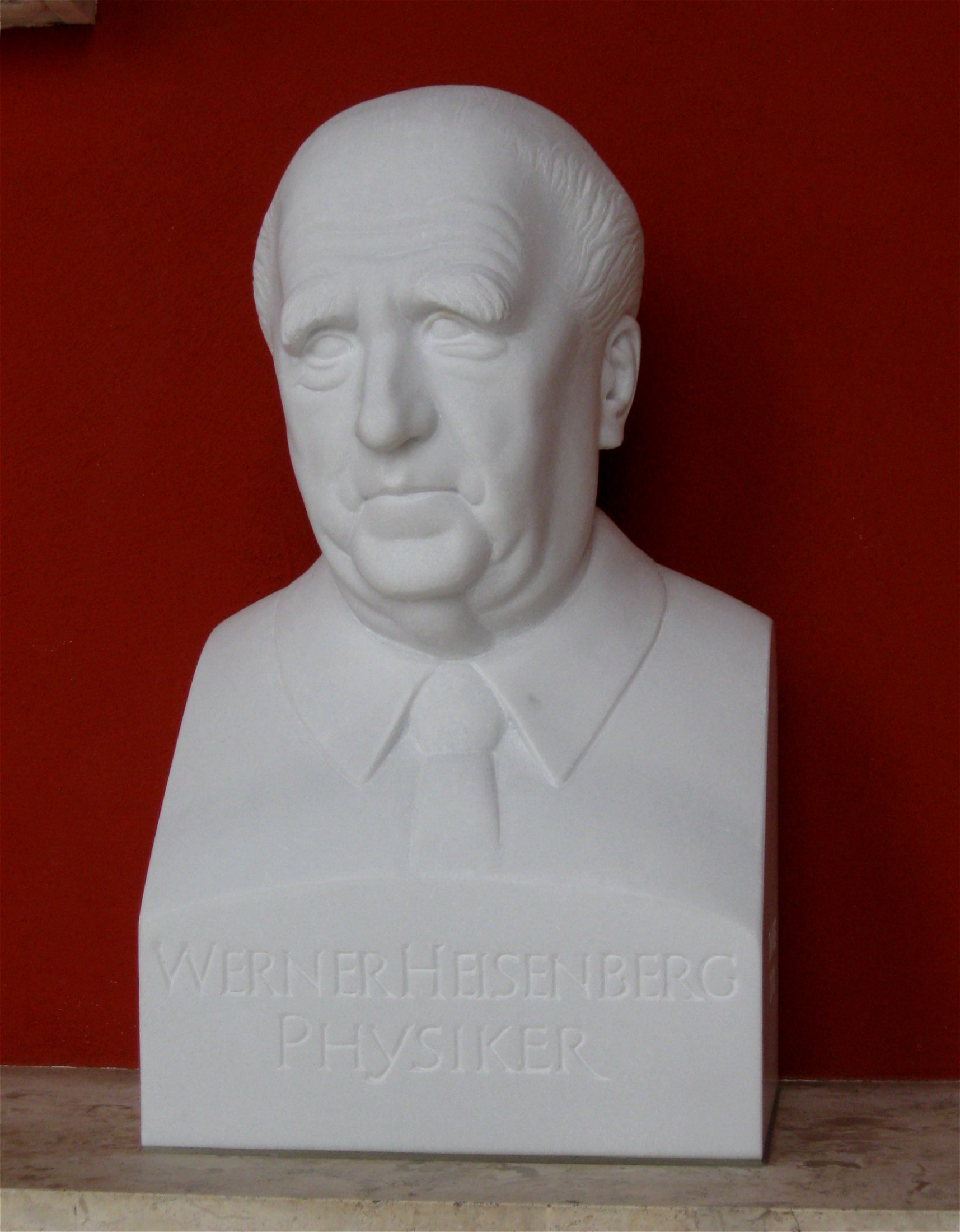
Погруддя Гейзенберга в мюнхенській Залі слави (Ruhmeshalle)

Саме симетрії, що визначають властивості елементарних частинок, — а не самі частинки — Гейзенберг вважав чимось первинним, а один з критеріїв істинності теорії, спрямованої на пошук цих симетрій і пов'язаних з ними законів збереження, бачив у її красі та логічній стрункості. Вплив філософії Платона можна простежити й у ранніх працях з квантової механіки. Іншим джерелом натхнення для Гейзенберга-мислителя була творчість Іммануїла Канта, особливо його концепція апріорного знання та його аналіз експериментального мислення, що залишили відбиток в інтерпретації квантової теорії. Вплив Канта можна простежити як у гейзенберговій зміні сенсу причинності, так і в його уявленні про спостережуваність фізичних величин, що призвело до встановлення принципу невизначеності і формулювання проблеми вимірювання в мікрофізиці. Непрямий вплив на ранні роботи вченого з квантової механіки справили позитивістські ідеї Ернста Маха (через праці Ейнштейна).
Крім Ейнштейна глибокий вплив на формування філософських поглядів Гейзенберга мала дружба і спільна робота з Нільсом Бором, який приділяв особливу увагу інтерпретації теорії, з'ясуванню сенсу вживаних у ній понять. Гейзенберг, якого Вольфганг Паулі спочатку називав «чистим формалістом», швидко засвоїв борівську ідеологію й у своїй відомій роботі про принцип невизначеності зробив значний внесок у перевизначення класичних понять у мікросвіті. Надалі він був не лише одним з головних діячів у остаточному формуванні так званої копенгагенської інтерпретації квантової механіки, а й неодноразово звертався до історичного і концептуального аналізу сучасної фізики. Як основний мотив у міркуваннях Гейзенберга філософ Анатолій Ахутін виокремив ідею межі в широкому сенсі (зокрема, межі застосування теорії); концепцію центру організації, навколо якого будується єдина картина світу і науки; проблему виходу за межі існуючого знання і побудови нової картини реальності («кроки за обрій»).

## Цікаво
За апокрифічною історією, Вернера Гейзенберг запитали, про що він попросить Бога, якщо видасться така можливість. Його відповідь була наступною: «Коли я зустрінуся з Богом, збираюся поставити йому два запитання: щодо теорії відносності і турбулентності. Я дійсно вірю, що отримаю відповідь на перше.»

## Нагороди та членства
- Медаль Маттеуччі (1929)
- Нобелівська премія з фізики (1932)
- Медаль імені Макса Планка (1933)
- Бронзова медаль Національної академії наук США (1964)
- Міжнародна золота медаль Нільса Бора (1970)
- Премія Зигмунда Фрейда за наукову прозу (1970)
- Баварський орден «За заслуги»
- Орден «За заслуги перед Федеративною Республікою Німеччина» (Grand Cross for Federal Services with Star)
- Лицар британського «Ордена Заслуг» (Peace Class)
- Член Саксонської академії наук, Геттінгенської академії наук, Прусської академії наук, Баварської академії наук, академії наук Леопольдина
- Іноземний член Лондонського королівського товариства (1955), Американської академії мистецтв і наук, Ірландської королівської академії, Шведської королівської академії наук, Нідерландської королівської академії наук, Папської академії наук, Національної академії деї Лінчеї, академій наук Норвегії, Іспанії, Румунії.

## Твори

### Книги
- Гейзенберг В. Физические принципы квантовой теории. — Л.-М. : ГТТИ, 1932. — 136 с.
- Гейзенберг В. Физика атомного ядра. — М.-Л. : ГИТТЛ, 1947. — 172 с.
- Гейзенберг В. Теория атомного ядра. — М. : ИЛ, 1953. — 156 с.
- Гейзенберг В. Философские проблемы атомной физики. — М. : ИЛ, 1953. — 136 с.
- Гейзенберг В. Введение в единую полевую теорию элементарных частиц. — М. : Мир, 1968. — 240 с.
- Гейзенберг В. Шаги за горизонт. — М. : Прогресс, 1987. — 368 с.
- Гейзенберг В. Физика и философия. — М. : Наука, 1989. — 400 с.
- Гейзенберг В. Избранные труды. — М. : URSS, 2010. — 616 с.
- W. Heisenberg. Wardlungen in den Grundlagen der Naturwissenschaft. — Stuttgart : Hirzel, 1935.
- W. Heisenberg. Encounters with Einstein: and other essays on people, places, and particles. — Princeton University Press, 1989. — 141 p.
- Дев'ятітомне зібрання праць: W. Heisenberg. Gesammelte Werke / Collected Papers. — Berlin; Heidelberg; New York; London; Paris; Tokio; Hong Kong : Springer — Verlag, 1985—1989. Рецензия: Я. А. Смородинский. Наследие Вернера Гейзенберга // УФН. — 1992. — Т. 162, вип. 1. — С. 141—145.

### Основні наукові статті
- W. Heisenberg. Über Stabilität und Turbulenz von Flüssigkeitsströmen (Diss.) // Annalen der Physik. — 1924. — Vol. 379 (74), № 15. — P. 577—627.
- H. A. Kramers, W. Heisenberg. Über die Streuung von Strahlung durch Atome // Zeitschrift für Physik. — 1925. — Vol. 31, № 1. — P. 681—708.
- W. Heisenberg. Über quantentheoretische Umdeutung kinematischer und mechanischer Beziehungen // Zeitschrift für Physik. — 1925. — Vol. 33, № 1. — P. 879—893. Російський переклад: В. Гейзенберг. О квантовотеоретическом истолковании кинематических и механических соотношений // УФН. — 1977. — Т. 122, вип. 8. — С. 574—586.
- M. Born, W. Heisenberg, P. Jordan. Zur Quantenmechanik. II // Zeitschrift für Physik. — 1926. — Vol. 35, № 8—9. — P. 557—615.
- W. Heisenberg. Über den anschaulichen Inhalt der quantentheoretischen Kinematik und Mechanik // Zeitschrift für Physik. — 1927. — Vol. 43, № 3—4. — P. 172—198. Російський переклад: В. Гейзенберг. О наглядном содержании квантовотеоретической кинематики и механики // УФН. — 1977. — Т. 122, вип. 8. — С. 651—671.
- W. Heisenberg. Zur Theorie des Ferromagnetismus // Zeitschrift für Physik. — 1928. — Vol. 49, № 9—10. — P. 619—636.
- W. Heisenberg, W. Pauli. Zur Quantendynamik der Wellenfelder // Zeitschrift für Physik. — 1929. — Vol. 56, № 1—2. — P. 1—61.
- W. Heisenberg, W. Pauli. Zur Quantendynamik der Wellenfelder. II // Zeitschrift für Physik. — 1930. — Vol. 59, № 3—4. — P. 168—190.
- W. Heisenberg. Über den Bau der Atomkerne. I // Zeitschrift für Physik. — 1932. — Vol. 77, № 1—2. — P. 1—11.
- W. Heisenberg. Bemerkungen zur Diracschen Theorie des Positrons // Zeitschrift für Physik. — 1934. — Vol. 90, № 3—4. — P. 209—231.
- W. Heisenberg, H. Euler. Folgerungen aus der Diracschen Theorie des Positrons // Zeitschrift für Physik. — 1936. — Vol. 98, № 11—12. — P. 714—732. Англійський переклад: W. Heisenberg, H. Euler. Consequences of Dirac Theory of the Positron // ArXiv.org. — 2006.
- W. Heisenberg. Die „beobachtbaren Größen“ in der Theorie der Elementarteilchen // Zeitschrift für Physik. — 1943. — Vol. 120, № 7—10. — P. 513—538.
- W. Heisenberg. Zur statistischen Theorie der Turbulenz // Zeitschrift für Physik. — 1948. — Vol. 124, № 7—12. — P. 628—657.
- W. Heisenberg. Quantum Theory of Fields and Elementary Particles // Reviews of Modern Physics. — 1957. — Vol. 29, № 3. — P. 269—278.

### Деякі статті у російському перекладі
- В. Гейзенберг. Развитие квантовой механики // Три нобелевских доклада / В. Гейзенберг, Э. Шрёдингер, П. А. М. Дирак.. — М.-Л. : ГТТИ, 1934. — С. 11—35.[недоступне посилання з березня 2019]
- В. Гейзенберг. Замечания к теории атомного ядра // УФН. — 1936. — Т. 16, вип. 1. — С. 1—7.
- В. Гейзенберг, Г. Эйлер. К теории космического излучения. I // УФН. — 1939. — Т. 21, вип. 2. — С. 130—161.
- В. Гейзенберг, Г. Эйлер. К теории космического излучения. II // УФН. — 1939. — Т. 21, вип. 3. — С. 261—300.
- В. Гейзенберг. Современное состояние теории элементарных частиц // УФН. — 1956. — Т. 60, вип. 11. — С. 413—424.
- В. Гейзенберг. Открытие Планка и основные философские проблемы атомной теории // УФН. — 1958. — Т. 66, вип. 10. — С. 163—175.
- В. Гейзенберг. Роль феноменологических теорий в системе теоретической физики // УФН. — 1967. — Т. 91, вип. 4. — С. 731—733.
- В. Гейзенберг. Нелинейные проблемы в физике // УФН. — 1968. — Т. 94, вип. 1. — С. 155—166.
- В. Гейзенберг. Памяти Макса Борна // УФН. — 1970. — Т. 102, вип. 9. — С. 149—152.
- В. Гейзенберг. Жизнь в физике. Теория, критика и философия // УФН. — 1970. — Т. 102, вип. 10. — С. 298—312.
- В. Гейзенберг. Природа элементарных частиц // УФН. — 1977. — Т. 121, вип. 4. — С. 657—677.

### Книги
- E. Heisenberg. Inner exile: recollections of a life with Werner Heisenberg. — Birkhäuser, 1984. — 170 p.
- М. Джеммер. Эволюция понятий квантовой механики. — М. : Наука, 1985. — 384 с. — 8000 прим.
- D. C. Cassidy. Uncertainty : the life and science of Werner Heisenberg. — New York : Freeman & Co, 1991. — 669 p. Рецензія: Я. А. Смородинский. Неопределенность: победы и поражения Вернера Гейзенберга. — Т. 162, вип. 11.
- M. Walker. German National Socialism and the Quest for Nuclear Power. — Cambridge : University Press, 1992. — 304 p. Рецензія: Р. Позе, Я. А. Смородинский. Фашистская Германия и ядерная энергетика // УФН. — Т. 162, вип. 4.
- T. Powers. Heisenberg's War: The Secret History of the German Bomb. — New York : Alfred A. Knopf, 1993.
- P. L. Rose. Heisenberg and the Nazi atomic bomb project: A Study in German Culture. — University of California Press, 2002. — 352 p.
- 100 years Werner Heisenberg: works and impact / ed. D. Papenfuss, D. Lüst, W. Schleich. — Wiley, 2002. — 299 p.
- Fundamental physics — Heisenberg and beyond / ed. G. W. Buschhorn, J. Wess. — Springer, 2004. — 188 p.
- D. C. Cassidy. Beyond uncertainty: Heisenberg, quantum physics, and the bomb. — New York : Bellevue Literary Press, 2009. — 480 p.

### Статті
- Bloch F. Heisenberg and the early days of quantum mechanics // Physics Today. — 1976. — Vol. 29, № 12. — P. 23—27.
- Professor Werner Heisenberg: A pioneer of quantum mechanics // The Times. — 1976.
- Wigner E. P. Werner K. Heisenberg (Obituary) // Physics Today. — 1976. — Vol. 29, № 4. — P. 86—87.
- Mott N., Peierls R. Werner Heisenberg (1901—1976) // Biographical Memoirs of Fellows of the Royal Society. — 1977. — Vol. 23. — P. 212—251.
- D. C. Cassidy. Heisenberg's first paper // Physics Today. — 1978. — Vol. 31, № 7. — P. 23—28.
- Гейзенберг, Вернер Карл // Физики: Биографический справочник / Ю. А. Храмов.. — М. : Наука, 1983.
- A. I. Miller. Werner Heisenberg and the Beginning of Nuclear Physics // Physics Today. — 1985. — Vol. 38, № 11. — P. 60—68.
- А. В. Ахутин. Вернер Гейзенберг и философия // Физика и философия. Часть и целое / В. Гейзенберг. — М. : Наука, 1990.
- M. Walker. Heisenberg, Goudsmit and the German Atomic Bomb // Physics Today. — 1990. — Vol. 43, № 1. — P. 52—60.
- Гейзенберг, Вернер // Лауреаты Нобелевской премии: Энциклопедия. — М. : Прогресс, 1992.
- J. Bernstein, D. C. Cassidy. Bomb Apologetics: Farm Hall, August 1945 // Physics Today. — 1995. — Vol. 48, № 8. — P. 32—36.
- D. C. Cassidy. A Historical Perspective on Copenhagen // Physics Today. — 2000. — Vol. 53, № 7. — P. 28—32.
- H. A. Bethe. The German Uranium Project // Physics Today. — 2000. — Vol. 53, № 7. — P. 34—36.
- G. Holton. Werner Heisenberg and Albert Einstein // Physics Today. — 2000. — Vol. 53, № 7. — P. 38—42.
- W. Sweet. The Bohr Letters: No More Uncertainty // Bulletin of the Atomic Scientists. — 2002. — Vol. 58, № 3. — P. 20—27.
- H. Kant. Werner Heisenberg and the German Uranium Project // Исследования по истории физики и механики 2002. — М. : Наука, 2003.